# Bionicle

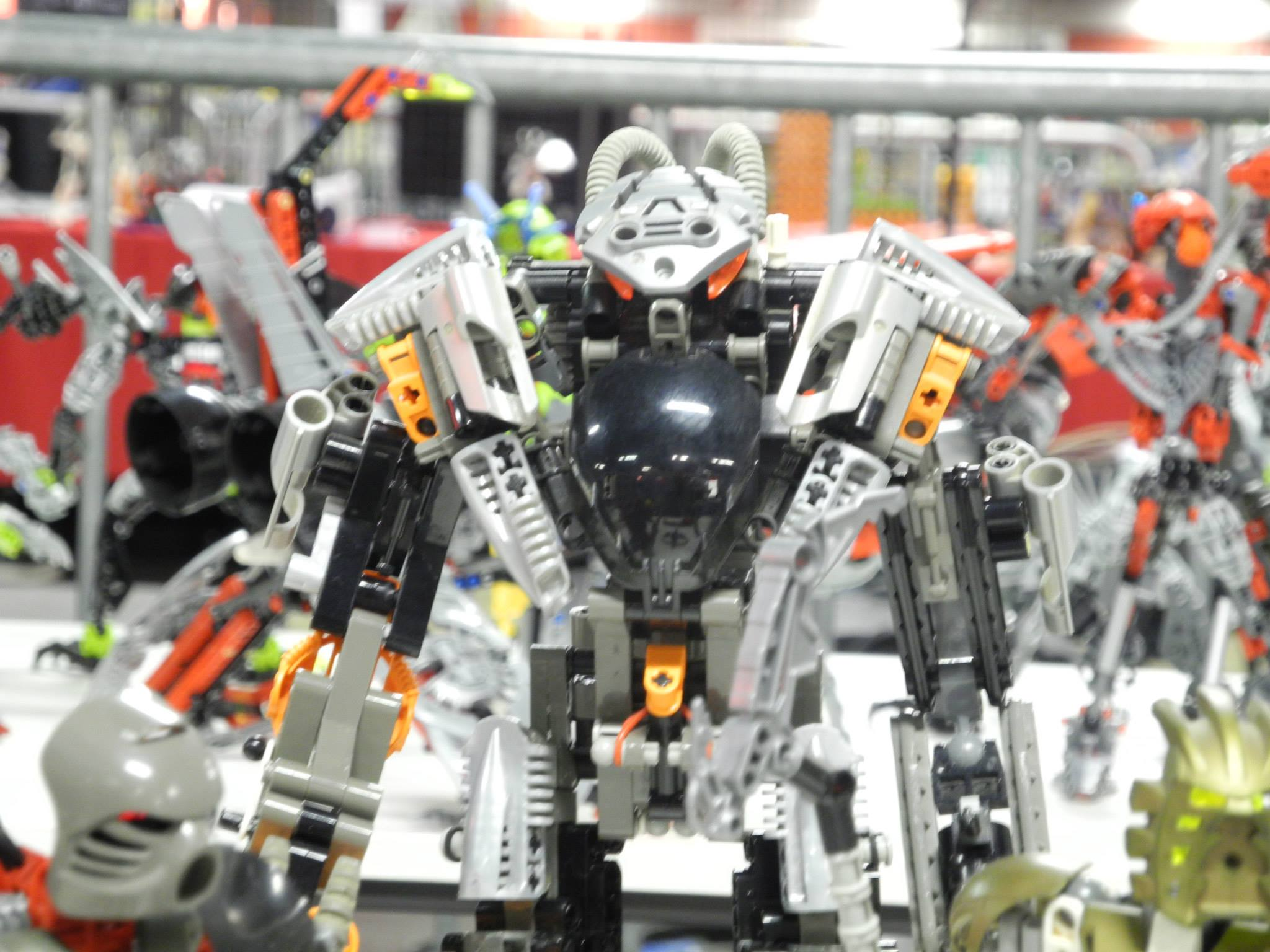
Egy akciófigura

A Bionicle (stilizálva BIONICLE) a LEGO-csoport játék és multimédia franchise-a, ami az 5-16 éveseket célozza meg, de rajongói akadnak a felnőtt korosztályban is. 2001 januárjában indult Európában és június/júliusban az Egyesült Államokban. A széria a LEGO egyik legsikeresebb terméklánca lett, és nagyban hozzásegített ahhoz, hogy a 2000-es évek elején pénzügyi gondokkal küszködő cég elkerülje a csődöt. 2009 második felében hagyták abba a játékok gyártását, valószínűleg a romló eladások miatt. 2010-ben a Hero Factory váltotta fel, amely 2014-ig volt a boltok polcain. 2015-től a Lego ismét forgalmazza a Bionicle játékokat és médiát.
A Bionicle egy akciófigura széria, a korábbi Slizer és RoboRiders sorozatok utódjának számít. Eredetileg a LEGO Technic alszériája volt, 2002-től kezdve önálló témává vált. Ma a „Constraction” gyűjtőnévvel utalnak a Bionicle-re és a hasonló felépítésű akciófigurákból álló LEGO témákra. A Bionicle-t a köré épülő science-fantasy univerzum és az ezt bemutató multimédia franchise különböztette meg az addigi LEGO termékektől. A történet egy fiktív világ kiborg-szerű lényeiről szól, és főleg az úgynevezett Toa hősök kalandjaira koncentrál. Ők különböző gonosz erőktől védik a Matoran népet, és az istenszerű Mata Nui (a „Nagy Szellem”) felébresztésére törekednek, akit a történet főgonosza, Teridax Makuta ejtett álomba. A LEGO 2015-ben reboot-olja a történetet, hasonló felállással.
Maga a „Bionicle” szó két angol szó összeolvasztásával keletkezett: biological és chronicle, magyarul „biológiai krónika” – ami arra utal, hogy a legtöbb karakter figuratív értelemben a Mata Nui óriáslény biológiájának része.

## A széria története
A LEGO cég, történetében először, nagy anyagi veszteséget tapasztalt 1998-ban. Egy, a Lucasfilmmel kötött szerződés emelte ki őket a válságból, melynek révén létrejött az új LEGO Star Wars termékcsalád. Ez nagyot lendített az eladásokon, mégsem bizonyult tökéletes megoldásnak, hiszen a cégnek jogdíjat kellett fizetnie a filmsorozat által megihletett készletekért.
Hosszas piackutatás révén a cég egyedi projektet állított fel: olyan terméklánc kifejlesztését, melynek tagjai gyűjthetők, emlékezetes szereplőket reprezentálnak, olcsók és a gyerekek maguk megvásárolhatják őket. 1999-ben dobták piacra a Slizer (Amerikában Throwbots) játékokat. Ezek különféle természeti elemek alapján megtervezett harci robotok voltak, és mindegyiket külön műanyag dobozban árulták, a hagyományos papírdoboz helyett. A karakterek és világuk kinézetét a japán mangák ihlették. Gömbízületeket alkalmazó végtagjaik forradalmiak voltak, és mindegyik figura saját fegyverekkel, egyedi színekkel rendelkezett. Kezdetleges történetet is írtak köréjük, bár nem fejezték be. Ugyan a Slizer révén az addig elsősorban felnőtteket foglalkoztató LEGO Technic ág a kisebbek közt is népszerűvé vált, még nem teremtett elő akkora sikert és bevételt, mint a Bionicle.
A LEGO következő próbálkozása kudarcnak tekinthető. A RoboRiders egyedi, szintén elemekhez fűződő készleteket vonultatott fel, amelyek nem humanoid robotok, hanem motorkerékpár-szerű robotok voltak.
A Slizer és RoboRiders-ből nyert tapasztalataik alapján a LEGO egy merészebb termék fejlesztésébe fogott. A szintén dán Advance céggel való együttműködésük korai eredménye a „The Bone-Heads of Voodoo Island” („A Voodoo sziget csontfejei”) koncepció volt. Bizarr, csontvázszerű, primitív szigetlakó bennszülöttek ihlette robotfigurákat terveztek meg, melyek különböztek minden addigi LEGO játéktól. Ez a drasztikus változtatás az ezredforduló gyermekeinek LEGO-zási szokásaira volt válasz: a hagyományos készleteket kinőtték, inkább a gyors, akciódús játékokat preferálták. A marketingesek az ilyen gyerekeket „Bully Bob”-nak nevezték, mely kifejezés a későbbiekben „Bionicle Boy”-já fejlődött, és a marketingesek fő célcsoportjává vált. A LEGO számos címet megfontolt, mielőtt a Bionicle-re esett döntésük.
Az alapkoncepció felállításán egy egész csapat dolgozott. Bob Thompson volt az egyik fő történetíró. Az Advance-nál dolgozó Christian Faber érdeme volt a koncepció kidolgozása és a Bionicle univerzum mögöttes szimbolikájának kiötlése. Egy olyan mítoszt és történetet kívánt megalkotni, melyet számos médiatípuson keresztül éveken át mesélhetnek, és folyamatos rejtélyekkel szolgál. Faber-t agydaganattal diagnosztizálták, és gyógyszeres kezelése közben találta ki a Bionicle univerzum legtovább fenntartott rejtélyét, hogy a karakterek voltaképp egy rejtett óriásrobot biológiájához tartoznak. Saját állapotából kiindulva, a kapszulákban utazó nagy hatalmú hősök, a Toák, jelképezték a pirulákban érkező orvosságot, a gonosz Makuta jelképezte a betegséget, és Mata Nui volt a gyógyszerre szoruló óriásrobot, akinek testén belül egy teljes univerzum létezett. A LEGO beleegyezett, hogy megőrzi ezt a rejtélyt, és csak fokozatosan, évekkel később leplezik le.
A cselekményt Greg Farshtey szerint eredetileg egy évesre szánták, de javaslatára kitoldották. Farshtey a LEGO Magazine szerkesztője volt, akit megtettek a Bionicle képregénysorozat, később pedig a könyvek és web-sorozatok írójának.
A Bionicle csapat eleinte nyolc személyből állt, akik gyűléseken döntöttek a történet és a média felől. A LEGO már a kezdetektől fogva nagy hangsúlyt fektetett a széria Internetes jelenlétére. A legelsőként kiadott Bionicle média a Mata Nui Adventure Game, más néven Mata Nui Online Game volt, egy nagy sikerű, Flash-alapú internetes játék, amelynek első porcióját 2000 végén tették közzé. A játék, valamint a weboldal révén a rajongók megismerkedhettek az általuk írt történetekkel és szereplőkkel. Farshtey később felvette és éveken át tartotta a kapcsolatot a rajongókkal, akiknek számtalan, történettel kapcsolatos kérdését megválaszolta. A LEGO így értékes tapasztalatokat szerzett a rajongóikkal való közvetlenebb információcseréről. 2007-ben indult a BIONICLEStory.com, ami a játékok helyett kimondottan a történetre koncentrált.
Az ezen koncepciók mentén megtervezett, természeti elemekhez fűződő motívumokkal ellátott figurák és a történetbéli személyiségeik hamar elnyerték a világ gyermekeinek tetszését (2000 végén Európában, majd fél évvel rá a tengerentúlon). A LEGO, ragaszkodván korai, bennszülött törzsek ihlette ötleteihez, eleinte a polinéz mitológiából és a Maori nyelvből merített, ez alapozta meg történeteik hangulatát, később azonban már saját regéket és neveket ötöltek ki figuráikhoz.
Noha a Bionicle kimagasló sikereket ért el célcsoportja körében, az idősebb LEGO rajongókból nagy ellenszenvet váltott ki. A Star Wars készleteket sokan már eleve negatívan fogadták, mivel a játékoknak történetük is volt, ám a Bionicle még annál is nagyobb hangsúlyt fektetett a történetre. Emellett ellenezték az erőszakos, olykor horrorisztikus elemekkel operáló történeteket és karaktereket, melyek teljesen ellentmondtak a cég által felállított és évtizedeken át fenntartott, békés profilnak. A LEGO akkori vezérigazgatója azonban felszólalt a kritikusok ellen, és a témában nem a LEGO értékek ellentétét, hanem kibővítését látta.
A Bionicle volt a LEGO első teljes körű multimédia franchise-a és saját szellemi tulajdona. A hatalmas marketing kampány részeként képregények, könyvek, videojátékok és társasjátékok, vidámparki attrakciók és rendezvények, s egyéb merchandising termékek reklámozták a játékokat és a történetet. A Miramax által készített Bionicle animációs filmek voltak az első LEGO-témájú filmek. 2003-ban a Bionicle volt a legjobban teljesítő LEGO téma. Részben ennek a szériának köszönhető, hogy a LEGO kilábalt pénzügyi nehézségeiből és a világ legjelentősebb és leggazdagabb játékgyártóinak egyikévé vált.
2008-ra a pénzügyileg stabil cég számára a Bionicle fokozatosan csökkenő profitokat hozott. Ekkor úgy határoztak, felfüggesztik a gyártását. 2010-ben jöttek ki az utolsó figurák, és a történet főbb szálait gyorsan elkötötték. A LEGO a Bionicle-t a Hero Factory franchise-zal helyettesítette, mely 2014-ig a fő Constraction téma volt, ám kötetlenebb, humorosabb és sokkal kevésbé bonyolult történettel bírt. 2015-ben a Bionicle visszatér, a Hero Factory alatt bemutatott, továbbfejlesztett építési stílust alkalmazva. A 2014-es New York Comic Con rendezvényen a LEGO, valamint az új Bionicle csapat hivatalosan bemutatta a készleteket és elárulták, hogy egyszerűbb történettel kívánják reboot-olni a franchise-t.

## Felépítés
A játékok pózolható, tagolt karakterek, és néhány alkatrészt megosztanak a Lego Technic ággal. Az ág karakterei a klasszikus elemekre és a Lego által kidolgozott történetre épülnek. A legtöbb karakter – elsődleges hősök a toák vagy glatorianok, falvak vezetői a turagák vagy agorik, lakosok a matoránok vagy agorik, – egy elemhez kötődik, amit színük vagy egy prefixum alapján lehet megkülönböztetni (az idő során a Lego lassan felhagyott ezzel az elvvel):
- piros (rendszerint tűz, „Ta-”)
- kék (víz, „Ga-”)
- fehér (jég „Ko-”)
- zöld (levegő vagy dzsungel, „Le-”)
- fekete (föld vagy szikla, „Onu-” vagy „Nu-”)
- barna/sárga (kő vagy homok „Po-”)

Ezek az alapszínek, melyek természetesen keveredhetnek, és nem feltétlenül ugyanazokat az elemeket jelölik (például a sárga/arany Mata Nuinak nincs eleme).
Érdekesség hogy az elején (mármint a matától egészen a phantokáig) Lewa levegő elemű volt de a 2015-2016-os szériában a készítők úgy döntöttek hogy dzsungel lesz, valószínűleg azért mert a bionicle glatorianban, bionicle starsban gresh (egy glatorian) is dzsungel elemű volt.
Igaz, minden hatos csoport követi ezt a színsémát, a legtöbb „rosszfiúnak” különbözik az elemi ereje a színüktől, ha egyáltalán van nekik. A prefixumok többnyire a matorán fajták és élőhelyük megkülönböztetésére szolgálnak (például a tűz-régió lakosai ta-matoránok vagy a jég-régió Ko-Wahi), de sok karakternek a nevében is benne van ez a prefixum valamilyen módon (például a Nuva Toának vagy Rahkshiknak).
Egyéb, kevésbé gyakori elemek a történetben a plazma (narancs-fehér), gravitáció (lila-fekete), mágnesesség (sötétszürke-fekete), elektromosság (fehér-kék), növény (zöld-kék szín), hang (szürke), pszichikai (arany-kék), vas (metálszürke-sötét narancs), fény (arany és fehér, de színváltoztató képességgel) , valamint árnyék (bármilyen szín). A mocsár elem csak egyszer tűnt föl.
A Bionicle volt az első, saját történettel rendelkező ág a Lego történelmében, mely több mint két évig megállt a lábán – eleinte a Lego úgy tervezte, egy év után befejezi, de a bevételek, valamint a történeten dolgozó Greg Farshtey javaslatára meggondolták magukat. Továbbá ez volt ez első Lego termék melyből film készült (A Fényálarc, Metru Nui legendája, Árnyak hálójában, A legenda újjászületik). Nagyobb filmstúdiók többször is megközelítették a Lego céget egy mozifilm ötletével, de ők visszautasították az ajánlataikat, attól tartva, hogy a kicsúszna irányításuk alól a történet menete. Például több stúdió is élő színészek alakította gyerekeket akart volna beépíteni a cselekménybe, holott a Lego szigorúan megtiltotta emberek és Bionicle karakterek közös szerepeltetését a kanonikus történetben.
A Bionicle történet többnyire könyvekben és képregényekben követhető, melyeket Greg Farshtey írt. A széria első öt évében Bob Thompson volt a főnök, aki a történet és a készlettervek menetét diktálta. 2006-ban kilépett, ezt követően Greg vette át a vezetést. Azonban az alapelvek megmaradtak: a történetet évről évre kibővítik, mindegyik nagyobb történeti ág összekapcsolódik. A rajongók azt is igen megbecsülik, hogy a Bionicle történet alkotógárdája (akiket „Story Team”-nek hívnak) minden szabadon hagyott szálat igyekszik befonni, s ebben ők is a segítségükre vannak. E célból, miután a Story Team feloszlott, megalakítottak egy saját internetes brigádot a történeti javaslatok, észrevételek feldolgozására és továbbításara.
A történetet magát nehéz lenne egy megadott forrásból követni, ugyanis több különálló „szinten” zajlik egy-egy év során. Az elsődlegesek a könyvek és a képregények voltak, amelyek az éppen kapható játékfigurákat szerepeltették, és az alaptörténetet vázolták fel (a képregény csak kisebb-nagyobb részletekben, míg a könyvek ezt sokkal jobban kibővítették). Előfordult, hogy mindkét médiafajta ugyanazt a mesét mondta el, de általában a könyvek mellékszálakra is összpontosítottak. Esetenként kiadtak DVD-re készült filmeket is, melyek egy adott év teljes vagy fél történetét igyekeztek tömöríteni, de lényegében csak máshogyan is elérhető történetek megfilmesített formái voltak. A már nem kapható figurák csak időnként jutottak bennük szerephez.
A Scholastic kiadó könyveinek gyártása abbamaradt, a lengyel Ameet kiadó azonban publikált pár saját kötetet, és a Papercutz képregény-gyűjtemények is megjelennek még.
A második nagy „szintet” a melléktörténetek jelentik, melyeket ingyenesen, az Interneten tesznek közzé, de akár könyvek (elsősorban gyermekkönyvek) formájában is olvashatók. Az ilyenekben elmesélt események lazábban-szorosabban kapcsolódnak a főszálhoz, és arra szolgálnak, hogy jobban bemutassák a szereplőket, előéleteiket, céljaikat, kalandjaikat, ha a könyvekben erre nem elég a hely. Az ilyen melléktörténetek másik nagy előnye, hogy a már kifutott figurák is korlátlan szerepet kaphatnak bennük, így a rajongók régi kedvenceiről sem kell lemondani. Valamint igen sok játék formában nem kapható szereplő is feltűnik. A mellékcselekmény számos témát dolgoz fel, és célkorosztálya is tág, mivel találni köztük oktató jellegű gyerekmeséket és az érettebb közönséghez szóló háborús históriákat is. Ezekben a melléktörténetekben az írónak alkalma nyílik a Bionicle világ kitágítására, hogy elmesélje, hogyan jött létre mindaz, ami és aki a fő történeti szálban felbukkan. A magazinok és enciklopédiák is tartalmazhatnak melléktörténeteket.
A rajongók időről időre történetíró pályázatokat hirdetnek, s a nyertes írásokat rendszerint jóváhagyják és befogadják a kánonba. A játékok beszüntetésével a web-sorozatok és ezek a pályázatok maradnak a történet egyetlen médiumai.
A harmadik fokozat pedig nem csoportosítható semmilyen egységes médiába sem. Ezek lényegében a történeti összefüggések közti kapcsok, amelyek az íróval való rajongói társalgások során kerülnek napvilágra. Nem csak szereplők eddig ismeretlen tulajdonságai derülnek ki így, hanem mélyen belemerülnek a Bionicle mítosz ősi szakaszaiba is. Ugyan a könyvekben, képregényekben néha szerepelnek ilyen jelenetek, leginkább úgy lehet őket megérteni, ha valaki gyakran látogatja a témával foglalkozó internetes fórumokat.
A Bionicle szereplők neveit eleinte polinéziai népek szavaiból válogatták, ami egy hírhedt összetűzéshez vezetett a maori nép és a Lego közt. A pert elkerülték, és a cég ígéretet tett, hogy több szavukat nem használja fel, néhányat pedig kénytelen volt megváltoztatni (Tohunga – Matoran, Jala – Jaller, Huki – Hewkii, stb.). Csak a legfontosabbakat hagyták meg (ilyen a Toa, Turaga, Tahu, stb.), néhány név pedig az idők során ismét elfogadhatóvá vált (például Goko-Kahu, ami egy ideig csak Gukko volt). Az újabb neveket a Story Team tagjai találták ki, ezeket aztán egy listán összegyűjtve leadják, hogy leellenőriztessék, melyeket használhatják később a karakterekhez. Utóbb már a rajongók is tehettek fel javaslatokat. Az olyan neveket általában nem engedélyezik, amelyek egy másik nyelvben gyakran előfordulnak, netán káromkodást jelentenek. Ettől még azonban néha-néha átkerül egy pár ilyen név a rostán, példának ott a „Balta” nevű matorán. A nevek jogi ellenőriztetése rengeteg pénzbe kerül, akár 10000 dollárba is, így nem minden szereplő, mellékszereplő lesz megnevezve. Természetesen az érthető olvasás érdekében ez alól is vannak kivételek, például Nikila Toa, akit csakis azért kereszteltek el, hogy más karakterek ne „Hé, te”-nek nevezzék a rövid szereplése alatt.

## Alapvető tudnivalók
A Bionicle karaktereket könnyedén össze lehet téveszteni robotokkal, és gépies külsejükből eredően számos gúnynevet is kapott a sorozat a hagyományos Lego rajongóitól. Az igazság azonban az, hogy a Bionicle univerzumának élőlényei többnyire egyáltalán nem robotok: az ún. protodermisz, amelynek manipulálásával megalkották őket, annak ellenére, hogy szervetlen, fémalapú anyag, eleven, tudattal bíró entitás – tehát, noha a teremtmények tagadhatatlanul mesterséges organizmusok, valóban élnek, nem pedig gépek, vagy mesterséges intelligenciák. Belső szerveik, izmaik az organikus szövetek működését imitáló "szerves protodermiszből" épülnek föl, míg bőrük helyett "szervetlen protodermisz", protoacél vagy másfajta anyagú páncél és kisebb gépszerű alkatrészek fedik őket. Ezek pontos aránya a matorán univerzum lakóinál 85% mechanikus alkatrész és 15% organikus anyag. Egyéb Bionicle világok lakóinál az arányok mások. A Bara Magna bolygó lényei például teljesen organikusan születnek, és csak később, fokozatosan adnak magukhoz gépi elemeket, amelyek gyakorlatilag implantátumokként működnek. Természetesen léteznek teljesen robotikus szereplők is, akiket nem lehet igazából „élőlénynek” tekinteni. Ilyenek például a Verem néven ismert mélytengeri tömlöcöt őrző Maxilos robotok, valamint a Bohrokok és Rahkshik – habár utóbbi kettő esetében a gépi páncélzatokat működtető, agyként funkcionáló Kranák és Kraata férgek valódi élőlények.
A teljesen organikus lények már ritkábbak a matorán univerzumon belül, és a „hagyományos” biomechanikus lények általában meghökkenve tekintenek rájuk. Vannak olyanok is, akik nem is rendelkeznek testtel: ilyenek a makuták, akik esszenciája a protodermisz manipulálása során melléktermékként keletkezett, antidermiszként ismert, szellemszerű gáz.
Azonban attól, hogy a szereplők többsége nem gép, még nem szabad azt feltételezni, hogy természetes módon jöttek a világra. A matorán univerzum lakóit egytől egyig más lények alkották vagy teremtették meg (az elsőket a Nagy Lények „hozták a világra”, ám a Nagy Szellem, Mata Nui és a makuták is kivették részüket a teremtésből), hogy gyakorlatilag robotokként működve lássák el a nekik kiszabott feladatköröket. A jelek arra vallanak, hogy a Nagy Lények hibákat vétettek teremtéseik közben, és a teljes matorán kultúra és mitológia létrejötte (melyek feleslegesek lennének munkáik elvégése szempontjából) is erre az alapvető hibára vezethető vissza.
Általánosan minden értelmes matorán univerzum-béli Bionicle lényre jellemző, hogy van egy jóságos fény és egy gonosz árnyék oldala, de ezekhez önmaguktól nincs hozzáférésük. Ezek az oldalak a lények elveihez, moráljaihoz kötődnek. A nem gondolkodó lényeknek, így a Rahi vadaknak valószínűleg nincs elkülöníthető fény és árnyék oldaluk. Ha valamilyen módon egy lény behatol a saját árny oldalába, akkor elveszíti a fényét, és gonosz lesz, egyszersmind árnyék alapú erőkre tesz szert. Fény elszívására képesek például a nemrég kifejlesztett árnyékpiócák, melyekkel a Makuta Testvériségének tagjai hoztak létre árnyék matoránokat. A fénytől megfosztott lényeket az árnyékpiócák jóvoltából körülveszi egyfajta pajzs is, ami a fény behatolását hivatott megakadályozni azok testébe, akiktől elvonták azt. Ha ezt a láthatatlan pajzsot megtörik, a fény szabadon beáramlik, hogy kiegyenlítse a fény-árnyék eloszlását a testben. Erre egyedül a Klakk repülő vadállat képes, szónikus sikolyával. Ugyanakkor olyan esetről sincs eddig tudomásunk, hogy valaki a fény oldalába hatolt volna be, hiszen ezt sokkal nehezebb megtenni, mint a sötét oldalba behatolni. Egy különös esetet jelképez az eddigi Fény Toája, Takanuva, akit egy árnyékpióca támadott meg. Mielőtt azonban minden fényét kiszívhatta volna, a piócát megölték, s így Takanuva félig árnyék erejűvé változott. Most már a Fény és Árnyék Toájának hívják, nem kanonikus beceneve a „Félhomály” Toája. A fényt eddig Karda Nui fény-matorán népességének nagy részéből távolították el teljesen, valamint Vicanból, aki egy le-matorán volt, és meg akarta változtatni az életét. Azóta minden árnyék matorán és Takanuva visszaváltozott normálissá, hála az egyetlen ismert Klakknak, amely sajnos nem sokkal később, Mata Nui felébredésekor, az életét vesztette. A Makutákban pedig már egyáltalán nem maradt fény, és mivel ők szándékosan váltak meg tőle, pajzs sem veszi őket körül, ami megakadályozná a visszaáramlását. Egy nőnemű Vortixx is ismert, Roodaka, aki szintén behatolt saját árnyék oldalába.
A „Bionicle univerzum” kifejezés 2001-től, vagyis a sorozat kezdetétől egészen 2008-ig azonos volt a „matorán univerzum”-mal, azzal a világgal, amelyet a matoránok (alighanem a leggyakoribb, legáltalánosabb élőlényei a világuknak) ismertek. Azonban miután kiderült, hogy az univerzum maga valójában egy Bionicle szereplő, Mata Nui, és a 2008 után játszódó történet már kilép ebből az univerzumból, a két kifejezés többé nem lehet egyenértékű.
Teljes leírást a Bionicle történetéről képtelenség lenne írni, ugyanis csak nagyon kevés információ áll a rajongók rendelkezésére a Bioncle világmindenségének kezdeti szakaszairól, a matorán univerzumot teremtő Nagy Lényekről, valamint az indítékaikról. Azonban a közelmúlt felfedései (elsősorban a BionicleStory.com oldalon megjelenő történeti fejezetek) lehetővé teszik, hogy nagy vonalakban fel lehessen vázolni egy levezetést az ismert Bionicle történelemből, és a jelentősebb alapeseményekből.
Spherus Magna – A Nagy Lények bolygója:
A történetben mindez idáig csak egy alternatív univerzum Spherus Magnája szerepelt, amely kevés részletet fedett fel a bolygó földrajzáról és lakosairól. Az viszont kiderült, hogy egykor itt éltek a Nagy Lények, és a későbbi Glatorian-rendszer harcos tagjai. A bolygó magja a csodás energizált vagy stimulált protodermisz anyaggal volt megtöltve. Az anyagot egy kollektív tudat irányította, képes egyszerre a teremtésre, átváltoztatásra és pusztításra. Az energizált protodermisz egy része a felszínre szivárgott, ahol a bolygó lakói hamar megismerték rejtélyes képességeit. Nem tartott soká, míg háború tört ki az anyag birtoklásáért, és végül az egész bolygón katasztrófa söpört végig. A háborúban részt vettek a glatorianok is (a glatorian név csak később lett használatos, egyéb elnevezését azonban nem ismerjük a fajnak), mint katonák. A Nagy Lények a közülük kiválasztott egyénekből, kísérletek során, egy újfajta életformát hoztak létre, az úgynevezett Elemi Lordokat (avagy az Elemek Urait). Ezek a teremtmények nagy hatalommal rendelkeztek saját elemeik fölött (tűz, víz, jég, dzsungel, stb.), és páncélzatuk révén maguk is úgy festettek, mintha az alapvető elemekből állnának.
Egy ponton bekövetkezett a „széttörés”-nek (shattering) nevezett jelentős esemény. Az elnevezés arra a katasztrófa-szerű történésre utal, amely során Spherus Magna bolygója három részre szakadt, hála a szivárgó stimulált protodermisznek. A darabok a következő neveket kapták:
- Bara Magna, a legnagyobb bolygótöredék, javarészt sivatag fedte kopár világ
- Aqua Magna, egy teljesen vízzel fedett égitest, ahová a Mata Nui robot lezuhant
- Bota Magna, növényekkel fedett bolygó

Aqua és Bota Magna Bara Magna holdjai.
A széttörés előjeleire a Nagy Lények felfigyeltek, azonban nem tudták megfékezni. Alakváltó robotkatonákat fejlesztettek ki a háborúskodó felek lemészárlására, ám elkéstek, s a háború Spherus Magna széthasadásával, nem pedig a katonák megölésével ért véget. Ezek a robotok (kiket a Skrall faj baterrának nevezett el) Bara Magnán ragadtak, és az északi hegyeket lakják. Az Elemi Lények nagy része szintén ott kötött ki, és közöttük a háború még mindig tart, százezer évvel a befejezte után.
A Nagy Lények megteremtik a matoránokat, ezeket a viszonylag kis termetű, javarészt mechanikus munkásokat, akik a sötétségben láttak munkához, és azt sem tudták, min dolgoznak, mit építenek. Valószínűleg máig nem tudják pontosan, hogy nem másnak a megalkotásán fáradoztak, mint a teljes egészében protodermiszből álló Mata Nui, az ő mélyen tisztelt Nagy Szellemük, az univerzum, amelyben élnek. Mielőtt a bolygójukat elérte volna a katasztrófa, egy kis mennyiségű energizált protodermiszt elhelyeztek Mata Nuiba. Ez körülbelül 100 000 évvel ezelőtt történt. A már említett alternatív univerzum-béli Spherus Magnán nem történt meg Mata Nui felépítése, így valószínűnek látszik, hogy az óriásrobot eredeti célja a „széttörés” megállítása/visszafordítása volt. Alátámasztja ezt a teóriát, hogy az alternatív Spherus Magna katasztrófáját más módon, a bolygó belülről való összeforrasztásával kerülték el. Ezen kívül a történetben megemlítik, hogy az alternatív Nagy Lények eleinte másképp akarták volna megközelíteni a problémát, ám az eredeti ötletüket elvetették – ez az eredeti ötlet lehetett Mata Nui építése, amely a fő-univerzumban megvalósult.
A matoránok teremtése után megmaradt alapanyagból egyéb lények alakultak ki. Ilyenek voltak a kranák, a későbbi Bohrok gépezetekben lakozó, agyként működő élősködők, valamint a Zyglakok, vad, primitív, gyíkszerű lények. Az utóbbi faj nagy haragra gerjedt, amikor a matoránokat tették meg helyettük az univerzum domináns lényeivé, s ezért elvonultak a külvilág elől, és megölnek mindenkit, aki bármily módon is kapcsolatban áll a matoránokkal.
Mata Nui, a matorán univerzum:
Mata Nui ugyan egy különálló szereplő, mégis klasszisokkal a többi ismert karakter fölött áll, így ildomos különvenni tőlük, és ebben a szakaszban leírni. Figyelembe kell venni, hogy a leírás múltidőben értendő, ugyanis a történeti szakasz végén lezajlott események miatt a gonosz Teridax Makuta foglalta el Mata Nui testét.
Mata Nui egy irdatlan méretű robot, a Story Team adatai szerint megközelítőleg 40 millió láb (ami több mint 12 millió km) magas. Gép, mely teljességgel protodermiszből áll, mégis képes érezni. A teljes matorán univerzum az ő testében található, minden tengerrel és szigettel együtt. Mivelhogy Mata Nui képes irányítani a testének alapvető folyamatait (például ő gondoskodik arról, hogy a gravitáció mindig a megfelelő irányba vonzzon), a benne élő több ezer lény sosem sejtette, hogy egy másik személy testében laknak. Legfőbb feladata még homályos előttünk, „valami rosszat kell megállítania”, ahogy a Story Team feje, Greg Farshtey fogalmazott. Mindazonáltal annyi biztos, hogy Mata Nui másik feladata idegen bolygók megfigyelése volt. Ez a következőképpen zajlott:
- A hatalmas gépezet az űrben vándorol
- Ha megtalálja a vizsgálatra szánt bolygót, óriás meteoritnak tettetve magát egy vízzel fedett területre zuhan
- Teste a víz szintje alá süllyed, csak az arca marad a felszínen
- A programozásának köszönhetően talajt növeszt az arcára, amely egy szigetet alkot. A sziget mindig egy alakot vesz fel, amely megegyezik a fejében lévő, agyaként szolgáló sziget, Metru Nui körvonalával. Növényzet is nő, a bolygó flórája alapján
- A sziget közepéből egy szenzorberendezés emelkedik ki, amellyel a környező világot tanulmányozza. A szigeten ezer évig kényszerből élő matorán nép ezt Kini Nuinak, vagyis Nagy Templomnak hívta, és szent hely volt a számukra
- Ha elérkezettnek látja az időt visszatérni az űrbe egy újabb bolygó keresésére, az arcán kialakult sziget alatti járatokból Bohrok rajok özönlenek ki. Ezek a gépek halott matoránok átalakult testei, és mindennel fel vannak szerelve, hogy letakarítsák a felszíni képződményeket a szigetről, megkönnyítve ezáltal, hogy Mata Nui felkelhessen a vízből
- A szenzor visszahúzódik a föld alá. Ha azonban Mata Nui gyorsabban ébred a kelleténél, a berendezés egyszerűen összedűl, hogy később új keletkezhessen a helyébe – a mi általunk ismert Kini Nuival is ez történt

Mata Nui teste még javában épült és népesült, mielőtt egyáltalán életre kelt volna. Hogy a világban minden rendesen működjön, legyen elég fény, hő és egyéb természeti tényezők, a Nagy lények egy különleges kreatúrát, Tren Kromot helyezték el Karda Nuiban, Mata Nui szívében. Ő egy iszonyatosan csúf, groteszk lény volt, de a munkáját készséggel végezte.
Két Nagy Lény meglátogatta Mata Nuit, és közvetlenül a szíve fölött, egy barlang mélyére elhelyezték az Ignika Kanohit, az Élet Nagy Maszkját. Ennek célja többrétű: ha Mata Nui élete veszélybe kerül, a maszk képes új energiát biztosítva meggyógyítani, vagy, ha kell, életre kelteni (ez azonban a viselője feláldozásával jár). Ha a helyzete válságos, az egyébként arany színű maszk előbb ezüstté, majd feketévé válik, és egy szempillantás alatt kiírtja az univerzum összes lakóját, hogy a Nagy lények újrakezdhessenek mindent.
Két újabb lény is megszületett ekkor: Artakha és Karzahni. A legendák szerint összecsaptak egy hatalmas maszk, az Alkotás Maszkja birtoklásáért. Artakha győzött, aztán elvonult saját, szintén az Artakha névvel megilletett szigetére. A kiemelkedő teljesítményt mutató matorán munkások hozzá kerültek, hogy immár a fényben dolgozzanak. Artakha volt a felelős az univerzum számtalan dolgának létrehozásáért, kezdve a Mata Toáktól a Fény Maszkjáig. Karzahni egy sötét, veszedelmes helyre került, és a sérült matoránok megjavításának munkáját kapta.
Valamint a legelső Toa, azaz hős is ekkor jött létre. Ő Helryx Toa, egy ősi nőnemű Víz elemű Toa, aki részt vett Metru Nui városának megépítésében. Később egy titkos szervezet, Mata Nui Rendje vezére lett, és hatalmas tudással rendelkezik a teljes univerzumról és szinte minden eseményéről.
Karda Nuira elektromosságból álló fenedavak, úgynevezett avohkah lények sújtottak le, és számos ott dolgozó fény elemű matoránt megöltek. Hogy legyőzzék őket, Artakha hat hőst teremtett meg, a Mata Toákat (Tahu, Gali, Lewa, Kopaka, Pohatu és Onua). Ők, hosszú kiképzés után legyőzték az elektromos szörnyeket, és a Codrexnek nevezett fémgömbbe zárkóztak, ahol Toa tartályokban a következő 99 ezer évet alvással töltötték.
Tren Krom és a fény matorán nép aztán elhagyta Karda Nuit. Tren Krom egy távoli szigetre vonult, amely Mata Nui jobb kezében található, elzárva a világ többi részétől. Mata Nui életre kelt, és a szívében hatalmas energiavihar kezdett tombolni, amely elpusztította a vidék üresen maradt épületeit, a Codrexben lévő tartályokba zárt Toákat azonban megkímélte. Ez a vihar látta el aztán Mata Nui egész testét energiával.
Lassacskán teljessé vált a Mata Nui testében lévő világ. Számtalan értelmes faj született, és a vadvilág (Rahi) is rengeteg állattal bővült. Az utóbbiak megteremtéséért a Makuták faja volt a felelős. A jó célt szolgáló csoportosulás végül az elismerés és tisztelet hiánya következtében gonosszá vált, és az egyikük (Teridax Makuta) végül megtette azt a lépést, amely Mata Nui kómába eséséhez és egy vízzel borított bolygóra való lezuhanásához vezetett. Az első nagy Bionicle történeti szakasz mozgatórugójául az ő cselekedetei szolgáltak.
Bara Magna:

## Szereplők, frakciók
A Bionicle univerzum szereplőinek nagy része a következő csoportusolásokba, szervezetekbe sorolható:

### Artakha Keze(Hand of Artakha)
Egy régen felszámolt hősi szervezet, mely a békét volt hivatott megtartani a világban. Sajnálatosan a tagjai hajlamosak voltak feladataik elvégzése közben nagy károkat okozni, és tapasztalatból és gyakorlatiasságból sem jutott nekik elegendő, így amikor színre léptek a Toák, a csoportnak nem látták már a hasznát. A szerteszóródott tagok ezt követően saját útjaikat kezdték járni, egy részük pedig megalapította Mata Nui Rendjét.
Ismert volt tagok: Axonn, Hydraxon, és az Árnyéklopó (Shadow Stealer) nevű Sötét Vadász, Helryx, Mata Nui Rendjének vezetője, valamint ez utóbbi szervezet megalapítói.
Volt szövetségesek: Umbra.

### A Hat Királyság Szövetsége(League of Six Kingdoms)
80000 évvel ezelőtt a Bionicle univerzum legnagyobb része hat hadvezér, a Barraki birodalmát képezte. Ahogy a különálló birodalmaik gyors egymásutánban csatlakoztak egymáshoz, megalakult a Hat Királyság Szövetsége, mely így egy elsöprő erejű hadsereggel felszerelve, teljhatalmú ura lehetett az ismert világnak. Az egyik tag, a kék színű Takadox valójában a Makuta Testvériségének téglája volt, és végül ő árulta el a Szövetséget. A hat Barraki a fizikai tökéletesség csúcspontját képezte, saját fajtájukon belül nem volt náluk testileg tökéletesebb példány.
Hamar kitűzték maguk elé a legmerészebb célt: ledönteni főhatalmi pozíciójából a Nagy Szellemet, magát Mata Nuit. De mielőtt elindíthatták volna végső hadjáratukat, a Makuta Testvérisége közbeavatkozott, mely nagyobb szervezettségével könnyedén leverte a teljes Szövetség seregét. A hat hadvezért a Metru Nui szigetére felügyelő Makuta, Teridax elfogta, és kivégezni készült őket. Ekkor jelent meg Botar, egy rémes külsejű végrehajtó, aki eltulajdonítva a hat Barrakit, elteleportálta őket a Verembe. Ezt követően szövetségük minden nyomát, minden erődjét, minden feljegyzését megsemmisítették.
A Barrakik a Veremben leélt évezredek alatt végig hittek abban, hogy az egyikük elárulta őket a Testvériségnek, de konkrét bizonyítékkal egyikük sem tudott előállni. Egy másik említésre méltó tény, hogy Teridax a Bionicle eddigi legnagyobb főellensége, a hat Barrakitól kapta az ötletet, mely végül a Nagy Szellem, Mata Nui tényleges legyőzésében végződött.
A Verem 1000 évvel ezelőtt megrongálódott, s minden ott fogva tartott rab kiszabadult, ám mivel a Vermet körülvevő tenger egy mindezidáig ismeretlen okból mutáló hatású anyagokat tartalmazott, nagy részük különleges, vizet lélegző mutánssá változott. Tökéletességből rút szörnyetegek lettek. A Barrakik mindezek ellenére tovább tartogatták ambícióikat. Most azonban, hogy az Élet Maszkja kicsúszott a kezeik közül, és mivel fény derült Takadox egykori szerepére, a csapategység nagyrészt felbomlott, reményeik szertefoszlottak. Takadox és Carapar később Mata Nui Rendjének számára teljesített egy megbízást. A többi Barraki halottnak véli őket. Carapar esetében ez így igaz, mivel Tren Krom megöli, mikor megpróbál végezni az ősöreg szörnyeteggel. Takadox meglépett a küldetés alatt, és jelenleg is a világban kóborol.
Egy jelentős fordulat következett be a Barrakik számára akkor, amikor kezdetét vette a háború Mata Nui Rendje és a Makuta Testvérisége között. A Rend vezére kiadott egy parancsot, mely engedélyezi a négy fogságban lévő Barraki számára, hogy szabadon folytathassa a hódításokat a felszínen, de csakis a Rend felügyelete alatt. Pridak máris belekezdett a különböző területek leigázására, mielőtt még egy egységes stratégiát dolgozhattak volna ki.
Volt tagok:
- Pridak (önjelölt vezér) – „a Cápa”, könyörtelen uralkodó, akinek serege Takea cápákból áll. Cápához illően több sornyi foga van, és ezeket gyakran mutogatja. Igazán könyörtelen, már-már betegesen harcias lény. Szája körül és pengéi csúcsán természetes vörös mintázat van. Ez vér látszatát keltheti, de a Bionicle lényeknek nincs vérük. Pridak egy alkalommal szörnyű véget vetett egy Skakdi fogoly életének, nagy mocskot hozva létre. Miután a Rend szabadlábra helyezte, öncélú hódításba fogott, és lerohant egy régi Makuta erődöt. Az erőd mélyén felfedezte a Testvériség nagy Tervét részletező leírás maradványait
- Kalmah – a tengeri polipok megszelídítője és tenyésztője. Ezek az organikus állatok, melyek a Bionicle lényektől teljesen különböző módon születnek, nagyon elkápráztatták őt. A polipokat fegyverként használja a Barraki, mivel képesek kiszívni mások életerejét. Kalmahnak egyik kezéből hosszú tapogató nő, fejének hátuljából öt csáp nőtt ki: ezekkel érzékeli a mozgást. Három szeme van, de ezek közül a homlokán lévő nem működik – Pridak szúrta ki annak idején. Kalmah egy barlangban élt, csontból kirakott trónon, távol egykori társaitól
- Mantax – „siralmas sárlakó”, hogy Takadox szavaival éljünk. Mantax új élete nagy részét a homokba ásva tölti, hogy, akárcsak egy rája, hirtelen támadjon alulról. Bénító méreggel teli tüskéi könnyítik a vadászatot. Mantax újból és újból visszatért a régi verem romjai közé, hogy felkutasson valamit. Amikor megtalálta, bemutatta társainak: egy háromszög alakú kőtábla volt az, rajta a Makuta Testvériségének jelével. Aki ezt birtokolja, az a Testvériség szövetségesévé válik. Valójában Takadox kapta ezt a táblát árulása jutalmául
- Takadox – az áruló a Barraki közt, aki felfedte a Makuták előtt a Mata Nui megdöntésére szőtt tervüket. A Veremben évszázadokon át élt mozdulatlanul, hipnotikus erejével folyton elkábítva Carapart, hogy elintézze helyette a dolgait. Takadox egy rovarszerű, gyenge testalkatú lény, serege víz alatti ízeltlábúakból áll. Jelenleg Mata Nui Rendjének küldetésén vesz részt, a többi Barraki halottnak véli őt. Amikor Tren Krom kioltotta Carapar életét, Takadox volt az egyetlen csapattag, aki visszanézett a barlangra, ahol az eset történt. Részben szomorú volt régi társa és egyben ellensége elvesztése miatt, ám főleg az zavarta, hogy Carapar nélkül nincs kit ugráltatnia. Később, amikor a csapat Artidax vulkanikus szigetén járt, megszökött tőlük, és még egy ideig a szigeten tartózkodott. Miután három Mahri Toa (névlegesen Jaller, Hahli és Nuparu) Mata Nui Rendje megbízatását teljesítve elutazott a szigetre, Takadox ellopta a hajójukat, és hátrahagyta őket a kitörésben lévő vulkán lábánál
- Ehlek –. folyton ingerült, paranoiás angolnaszerű Barraki Amikor a felszínen élt, Ehlek akkor is vizet légzett, és ez mindig sérülékenyebbé tette őt a többieknél. Elektromos tüskéket nyert mutációja során, melyekkel mindenkit megráz, aki fenyegetni próbálja őt. Serege méregangolnákból áll. Gyakran került összetűzésekbe Pridakkal
- Carapar – a súlyosan páncélzott rákszerű Barraki. Carapar értelmi szintje sokat romlott Takadox több száz éves hipnotizálása folytán. Alighanem fizikailag a legerősebb Barraki, veszélyes ollókkal felszerelve. Carapart elrabolta Mata Nui Rendje, és egy öngyilkos küldetésre küldte Brutaka csapatjával, melynek célja az eredeti Makuta vezér megtalálása és kiszabadítása. Carapar számára a misszió valóban halállal ért véget: amikor megpróbálta ledöfni az ősi és hihetetlenül hatalmas Tren Kromot, az egy harmadik szemet növesztett magán, és egy sugárral porrá zúzta Carapart. Ahogy a többiek menekülőre fogták, Takadox utoljára visszanézett Carapar poraira, és azon tűnődött, hogyan lehetne megölni egy akkora erejű lényt, mint Tren Krom

Szövetségesek: A tolvajokból, gyilkosokból, árulókból, hazudozókból és egyéb rosszindulatú szerzetekből állt hadsereg.

### Sötét Vadászok(Dark Hunters)
A világ minden részéről érkező veszedelmes alakok, bérgyilkosok, fejvadászok hatalmi szövetkezete, melynek főbázisa Odina szigete. A tagok minden jól fizető ajánlatot elfogadnak, ha egy tárgy vagy személy ellopásáról, netán meggyilkolásáról van szó. Emiatt gyakran gonoszként szerepelnek a köztudatban, ami teljességgel érthető is, lévén többnyire valóban élvezik a pusztítást. Ám a megfelelő fizetség fejében jószándékú tetteket is végrehajtanak – ilyen megbízással ritkán találkozunk. Vezetőjük egy réges-régi időkből való hatalmas lény, akit csak úgy neveznek, „az Árnyékos”, mivel valódi nevét a történelem rég elfeledte, sőt talán ő maga is. Az Árnyékos erődje igen különös: a vezér gondolataira képes megváltoztatni a szerkezetét, a lépcsőket, falakat, folyosókat. Egy régóta sztázisban lévő Toát is tartanak itt felfüggesztett életműködésekkel. Az épületet nemrég porrá omlasztotta Pohatu Nuva, egyfajta időzített bombaként működő erőhasználattal. A Vadászok újjáépítették az erődöt.
A Mata Nui Rendje és a Makuta Testvérisége közti háború során a Sötét Vadászok a Rend oldalára álltak. A háború befejeztével, amely a Testvériség megsemmisülésével, mégis Makuta győzelemmel zárult, a Vadászok szervezete nagyrészt szétoszlott az univerzumban. Az életben maradásért folytatott küzdelmükben a tagok különféle lényekkel voltak kénytelenek szövetkezni, akár Toákkal is.
Ismert tagok (az alábbi listában szereplő magyar nevek rajongói fordítások; az eredeti nevek utánuk következnek):
- az Árnyékos (the Shadowed One) – könyörtelen vezér, alapító tag. Szigetén polgárháború tombolt, ekkor találkozott Ősivel. Ketten elhatározták, hogy fizetségért cserébe munkákat fognak vállalni. Központjuknak Odina szigetét választották. Az Árnyékos volt felelős a Toa – Sötét Vadász háború kitöréséért, amikor szemet vetett Metru Nui szigetére. A háborút végül elvesztették. Amikor tudomást szerzett két alkalmazottja, Krekka és Nidhiki haláláról, az Árnyékos útnak indult egy szolgával, Voporakkal, hogy felkutassa a gyilkost. Mint kiderült, a Teridax Makuta volt az. Harcba keveredtek, és közben az Árnyékost belelökték Voporak erőmezejébe, s ennek eredményeként 3000 évet öregedett egy pillanat alatt. Teridaxot nem tudták legyőzni, és az akkor kitört háború a Sötét Vadászok és a Makuták közt további ezer évig tombolt. A Mata Nui Rendje és a Testvériség közti háború kitörésével az Árnyékos a Renddel szövetkezett, és azt a megbízatást kapta, foglalja el és vonja felügyelete alá Xia gyártelepekkel és fegyver előállító üzemekkel teli szigetét. Ő ezt meg is tette, ám közben saját agendáját sem hagyta figyelmen kívül: rálelt egy vírusokat tartalmazó szelencére, amelyben felfedezte azokat az anyagokat, amiket Teridax Makuta eredetileg Mata Nui kómába ejtésére használt. Hogy titokban tartsa ezeket, végzett egy helyi lakossal és legjobb (talán egyetlen) barátjával, Ősivel. Később három Barraki hadúr járult a színe elé, és szövetséget ajánlottak, amit az Árnyékos elfogadott. Mindez az előtt történt, hogy Teridax átvette a matorán univerzum fölötti irányítást. Tiszteli Takanuva Toát, amiért neki sikerült győzelmet aratnia Teridax felett. Greg Farshtey bevallotta, hogy tudja az Árnyékos valódi nevét, de nem akarja felfedni, mert egyrészt nem kötődik a jelenlegi történethez, másrészt egy pár rejtélyt szeretne megőrizni a Bionicle következő fejezetére is
- Sentrakh – az Árnyékos élőhalott testőre
- Lariska – akrobatikus női Sötét Vadász, kinek egyik levágott karját robotkar helyettesíti, ő vette rá Nidhikit, hogy fordítson hátat Lhikannak és csapatának. Vagy ezer évvel később Mata Nui Rendje bérelte föl, hogy segédkezzen az egykori Makuta vezér, Miserix kiszabadításában. Ezek után visszatért a Sötét Vadászok közé. Ám mikor az univerzum a gonosz Teridax Makuta uralma alá került, el kellett szakadnia szervezetétől. Jelenleg a Nuva Toák szedett-vedett ellenálló csapatának tagja
- Voporak – Sidorak és Krekka szigetének egykori, mára mutáns ura, ki képes érzékelni a Vahi Kanohi maszk használatát, valamint mindent évezredekkel megöregíteni, ami a közelében van. Nemrégiben megostromolta Metru Nui Kolosszeumát, és ellopta a maszkot
- Nidhiki – egykori áruló Toa, később rovarszerű lénnyé mutálódott Sötét Vadász, akivel Teridax végzett 1001 éve, így elindítva egy máig tomboló háborút a Sötét Vadászok és a Makuta Testvérisége között
- Krekka – Nidhiki félszemű és féleszű társa, aki ugyanakkor lelte vesztét. Hírhedt a rajongók körében, mint az egyik legostobább lény valaha
- A hat Piraka: Zaktan, Avak, Hakann, Thok, Reidak és Vezok (bizonyos tekintetben Vezon is) – hat Skakdi, akik elkóboroltak a Sötét Vadászoktól nagyobb zsákmányok reményében. Az Élet Maszkja megszerzésére tett kísérletük kudarcot vallott, és a Voya Nui alatti vizek hatására, melyek a Verembe is beömlöttek, mutánssá váltak. A testi változások eredményeként elvesztették testeiket, és puszta fejből és kígyószerű gerincből állnak. Miután összecsaptak a Mahri Toákkal, Axonn, Voya Nui szigetének védője fogságba ejtette őket, és kihallgatás elé állította őket Mata Nui Rendje. A vallatás alatt egy akváriumban éltek. Zaktant a Rend a Hagah Toa csapat mellé osztotta be, hogy útbaigazítsa őket a Teridax Makuta felkutatását célzó útjukon. Zaktan az életét vesztette a keresés során – Teridax, az új képességeit gyakorolva, szó szerint felrobbantotta őt. Vezon, aki valójában Vezok részét képezi (a Fúzió Lándzsájával történt baleset miatt jött ki testéből), pedig szintén a Rend megbízatását teljesítette, amikor szerencsétlen véletlenek folytán az arcára nőtt egy Olmak Kanohi (Dimenzióutazás Maszkja). Ennek hatására irányíthatatlan erőre tett szert, mely abból áll, hogy össze-vissza utazik a különféle dimenziók között.[35] A többi Piraka sorsa egyelőre bizonytalan, ugyanis az erőd, ahol tartották őket, megsemmisült a Testvériség elleni háború során
- Légleső (Airwatcher) – még Krekkánál is százszor ostobább szárnyas Vadász
- Amphibax – kétéltű Sötét Vadász, egykor az Ehlek nevű Barraki seregének tagja, ma a Pirakák után küldött kém
- Ősi (Ancient) – az egyik legősibb Vadász, a szervezet alapító tagja, ám igazából Mata Nui Rendjének kettős ügynöke. Árnyékos a szem-sugarait használva atomjaira bomlasztotta Xia szigetén, hogy titokban tartsa tervét
- Rohamozó (Charger) – egy ismeretlen módon Sötét Vadásszá változott Kane-Ra bika, aki még mindig úgy gondolkodik, mint egy vadállat és a szaga is ahhoz hasonló
- Bűvész (Conjurer) – matorán népét a technológia vívmányaival elbűvölő, vizet utáló egykori uralkodó, akinek telekinetikus erői vannak
- Sötétség (Darkness) – az Árnyékost folyamatosan követő Vadász, aki a megfelelő alkalomra vár, hogy a vezért lemészárolva maga ülhessen a trónra
- Pusztító (Devastator) – egy magát homokká változtatni képes lény, aki, legalábbis saját elmondása szerint, még több száz erővel rendelkezik
- Lakozó (Dweller) – egy Metru Nuiban elhelyezett Sötét Vadász, aki egy évezrede figyeli a várost. Legújabb feladata Takanuva, a Fény Toája megölése
- Eliminátor (Eliminator) – Nidhikivel és Krekkával együtt küldték Metru Nui városába, hogy egyenként legyilkolja a Teridax által „küldetésekre” küldött Toákat. Ma azzal foglalkozik, hogy elpusztítsa a kudarcot vallott Sötét Vadászokat
- Tűzdracax (Firedracax) – régen matorán volt, aki energizált protodermiszbe esett
- Gyűjtő (Gatherer) – szintény matorán volt előző életében, ma egy páncélzatát egyre gyarapító Sötét Vadász. Jelenleg egy titokzatos harmadik frakcióról keres információt
- Gladiátor (Gladiator) – Sidorak és Krekka szigetének egyik harcos látványossága, aki most annak a pletykának jár utána, hogy a halott Sidorak népe a Visorak hadsereg felállításán dolgozik
- Őrködő (Guardian) – azon Sötét Vadászok „elhallgattatója”, akik mások fogságába estek. Miután Teridax lett az univerzum irányítója, Őrködő csatlakozott Tahu Nuva ellenálló csapatához, de nem tartott soká, míg Teridax felfedezte őket. Őrködő alatt kinyílt a föld, és a szikla valósággal a mélybe rántotta őt, végezve vele
- Hordika Sárkányok (Hordika Dragons) – Visorak pókokon végzett kísérletek eredményei, akik a kifizetetlen pénz behajtásának feladatát teljesítik
- Kraata-Kal – a Makuta által erős páncéllal ellátott, átváltozott, intelligens Kraata féreg
- Leselkedő (Lurker) – Teridax halálhírének utánajáró karmos, tüskés Sötét Vadász
- Utánzó (Mimic) – mozdulatokat leutánozni képes Vadász
- Kegyenc (Minion) – évezredek óta szótlan Sötét Vadász, érdekes információ birtokában
- Fantom (Phantom) – népe rajta kísérletezett, próbálva védelmezővé változtatni, ám elfordultak tőle, és a Vadászoknál kötött ki
- Méreg (Poison) – méreggel bíró, matorán gyűlölő lény
- Eredeti (Primal) – csakis a legnagyobb eredményt nyújtó küldetésekre indul, igazságérzéke pedig nem kis bosszúságot okoz az Árnyékosnak, egyetlen szerencséje, hogy hasznavehető
- Prototípus (Prototype) – egy Föld Toa és Tűz Toa keveredéséből létrejött szörnyszerű lény
- Romboló (Ravager) – erős, mérgező faroktüskés Vadász, akinek nincsenek emlékei előző életéről
- Barbár (Savage) – egy Toa Hordika (fél-állat), aki felett bestia oldala uralkodik
- Kereső (Seeker) – a Hagah Toák ő előle lopták el a Fény Maszkját, és emiatt kirúgták a Makuta Testvériségéből, azóta a Rahagákká változott Toákat próbálja felkutatni, persze az Árnyékos gondoskodik róla, hogy erre ne legyen képes
- Csöndes (Silence) – hangtalanul lopakodó, Roodaka által mutált Sötét Vadász
- Forgó (Spinner) – szemével szédülést okozó Vadász, korábban egy Levegő Toa
- Földalatti (Subterranean) – egy onu-matorán, aki valahogyan jelenlegi, szörnyszerű formájába alakult, miután ráomlott a Metru Nui-beli Archívum egy részlege
- Nyomász (Tracker) – egy történetét folyton másképp elmesélő Sötét Vadász, aki jelenleg Zakaz Makutáját próbálja lenyomozni
- Triglax – egy olyan alakváltó Vadász, aki hajlamos a jutalmai egy részét magánál tartani
- Eltűnő (Vanisher) – önfejű Sötét Vadász, kiről az Árnyékos azt gondolja, a Makuta Testvériségének ügynöke. Ez okból egy másik Vadászt küldött utána megfigyelésre, s egy harmadikat, aki az előbbi kettőt felügyeli
- Bosszú (Vengeance) – Lhikan Toa legyőzöttje. Miután megtudta, hogy Teridax végzett Lhikannal, úgy döntött, hogy most inkább a Makutát próbálja ténylegesen megölni
- Árnyéklopó (Shadow Stealer) – az Árnyékos kivégzésére kész ex-Sötét Vadász, aki első küldetése után Odina szigete felé tart vissza, hogy elintézze őt
- Zsarnok (Tyrant) – egy harc során a tengerbe esett, és azóta nem látott Sötét Vadász
- egy „magas, sovány, szárnyas lény”, akit maga az Árnyékos bomlasztott atomjaira

Szövetségesek:
- Rahi Nui – förtelmes, hatalmas erővel bíró, mutáns Rahi fenevad, mely számos Rahi keresztezésének látszik, kimondottan Toa vadászatra hozták létre. Feje egy Kane-Ra bikáé, mellső lábai egy Tarakava gyíké, teste egy Muaka tigrisé, farka egy Nui-Jaga skorpióé. Kanoka korong erőkkel bír, és el képes nyelni az ellene irányuló elemi energiát. Számos Toa találkozott és küzdött meg vele:
  - Lesovikk Toa utazásai során győzte le
  - A hat Metru Toa Teridax rejtekén, Mangaiában ütközött meg vele. Saját erejét használták ellene: valahányszor megütötték, a Rahi Nui egyre nagyobbra nőtt, ám tömege változatlan maradt. A Toák addig támadták, mígnem molekulái egyszerűen szétszóródtak. Hosszú ideig tartott, még az állat ismét összeállt
  - A Nuva Toa és az egykori Metru Toa vezér, Vakama Turaga is harcoltak vele. Vakama a Láthatatlanság Maszkja segítségével elérte, hogy az állat szarvait a falba szúrja, és ott ragadjon
- a Feljegyző – egy furcsa lény, aki az Árnyékos minden tettét és szavát feljegyzi
- Roodaka – nő Vortixx, a Visorak sereg egykori alkirálynője, aki a jelenlegi háború alatt mind a Sötét Vadászok, mind a Makuta Testvérisége oldalán folytatott kémkedést. Ám most, hogy az Árnyékos rájött erre, felkérte a hat Toa Nuvát a kivégzésére. Ők azonban nem tennének ilyet, ellenben felajánlották a segítségüket az övéért cserébe. Roodaka így visszaváltoztatta a hat Rahagát Hagah Toákká, akiket több ezer évvel ezelőtt is ő változtatott előbb említett alakjukba. Jelenleg a Veremben várja élete végét.
- Sidorak – a Visorak sereg halott királya, aki egy alkalommal megpróbált belépni a Sötét Vadászok közé, azonban első küzdelmét rögtön elvesztette az egyik harcos Vadász ellen, ezért sosem vették fel

Szabályai:
- Minden küldetés sikerrel végződjön. Az Árnyékos nem tűr kudarcot. Ne bízzuk kívülálókra a feladatot, ha attól az értékes és bizalmas információ birtokába juthat (bizonyítja e szabály érvényességét az atomjaira hullott szárnyas Vadász is). Az Árnyékos informálása nélkül nem indulhatunk küldetésre.
- Minden küldetésen összeszedett, hasznavehető, előnyös képességekkel bíró élőlény és személy a Sötét Vadászok tulajdonává válik.
- Minden jutalom, legyen az bármilyen tárgy, az Árnyékost illeti. Aki magának akarja megtartani az egészet vagy egy részét, az következményekkel számolhat; például: végtagok eltávolítása.
- Aki egyszer Sötét Vadász, az mindörökre az marad. Aki el meri hagyni a szervezetet, nem marad sokáig életben.

Alkalmazói szabályok:
- Minden feladatnak legyen értelme és ha teljesítve van, a Sötét Vadász kapja meg érte a neki (pontosabban az Árnyékosnak) járó jutalmat.
- Tilos a Sötét Vadászok megölése. Aki így tesz, az számíthat az Árnyékos látogatására. Amikor Teridax végzett Nidhikivel és Krekkával, beindult egy még máig is tartó háborúskodás.

### A Makuta Testvérisége(the Brotherhood of Makuta)
Az egyik legismertebb és legrettegettebb szerv volt a matorán univerzumban, a Makuta Testvérisége egyetlen faj egyedeiből állt, a Makutából. Mára csak egyetlen Makuta, Miserix maradt életben.
Története azonban sokkal szövevényesebbé teszi az alakulatot. Nem sokkal Mata Nui Rendje után jött létre. A Makuták egy névtelen szigeten jöttek a világra. Vastag fémből álló kapu őrzi a sziget felszíne alá vezető utat, amely egy elhagyatott, nyirkos kamrában végződik. A kamra közepében egy visszataszító anyaggal telt medence található. Ez az anyag az antidermisz folyékony változata, ami nem más, mint élő Makuta esszencia, benne a meg nem született Makuták lelkeivel.
A szervezet tagjainak feladata, hogy gondoskodjanak az univerzum és a benne levő élet gördülékeny, akadálymentes fejlődéséről. Valamint ők alkották meg szinte valamennyi létező Rahi fajt is. Másik feladatuk a kísérletezés, és a matoránok védelmezése. Emellett úgy tűnik, a Makutáknak egy másik, ám elfeledett kötelességük is van – a meg nem teremtett Makuta szellemek ismerik már csak, de csak annyit tudni róla, hogy a „Széttörés” ősi eseményhez van köze. A többi Makuta mind megfeledkezett róla, s ez, ugyan az eddigi főbb történeti vonalat nem befolyásolta, később még nagyobb léptéken történő következményekkel járhat.
Sajnos a Makuták eredendően negatív figurák voltak: kötelességüket nem jó szándékból, sokkal inkább félelemből végezték. Az általuk védelmezett matorán nép azonban mindvégig a Nagy Szellemet, Mata Nuit tisztelte; ha bármi jó történt, azt neki tulajdonították, holott Mata Nuit aligha érdekelte a matoránok lelkesedése. A Makuták ezt nagyon rosszul fogadták, fellobbant bennük az irigység. Végül az egyik Makuta, Teridax, vagyis Metru Nui Makutája fejébe vette az ötletet a Nagy Szellem, Mata Nui legyőzésére. A tagok terveket szőttek, és aki nem értett egyet velük, azt hamar kiiktatták. Cselekvéseik végeredményeként Mata Nui 1001 évvel ezelőtt végtelennek tűnő álomba, egyfajta kómába esett. Az ő ébrenléte nélkül az univerzum fölbomlani kezdett, s a sok százéves kóma után Mata Nui végül meg is halt. Az univerzum legfeljebb három napig marad egyben ezután, mielőtt minden elpusztulna, ha csak nem keltik valahogy újból életre. Ez, hogy újraéled, természetesen meg is történt.
A Testvériségnek hihetetlenül bonyolult tervei vannak, melyekben előre megjósolták jóformán minden lény cselekvését és tetteit az elkövetkezendő évszázadokra, és ha netán tervük valamely része elbukna, mindig van pótötletük – még egy viccet is meséltek egymás közt a Makuták, miszerint Teridax még a reggelijére is számos tartaléktervet tartogat. Magát Teridaxot, akit azóta vezérnek neveztek ki, is számos alkalommal győzték már le (a három DVD film közül kettőben, látszólag könnyedén). Ám igazából Teridax mindvégig csak megjátszotta magát – vereségei és tervének részét képzik. Természetesen egyes tényezőkre nem tudott ügyelni a Testvériség. Mata Nui Rendjének a létéről például nem is volt is tudomásuk.
Minden Makutát egy átok sújtott, ám ez valójában inkább metaforikus értelemben átok, más lények szemében ellenben valódi. A Makuták természetükből eredően arrogánsak, önteltek és tele vannak büszkeséggel. Az „átok” súlyosabb része, hogy sohasem elégedettek semmivel, amijük van vagy amit elértek.
Teridax nagy terve végső soron egyszerű volt: Először is elő kellett állítani egy vírust, amely képes Mata Nui lenyomozására (ekkor még nem tudták, hogy Mata Nui valójában az univerzum, amelyben élnek) és megtámadására. Amikor ez a vírus elérte a célját, a világűrben utazó Mata Nui kómaszerű állapotba esett, és egy teljesen vízzel borított bolygóra zuhant. A kóma és a sérülései hatására Mata Nui egyezer év elteltével az életét vesztette, s a lelke kiszállt a testéből. Teridax számított arra, hogy a hősök, a Toák majd megtalálják a módját, hogyan élesszék újra – s igaza lett, az Élet Maszkját bevetve sikerült is nekik, noha ez egy bátor hős életébe került. Mata Nui lelke ekkor úgymond „visszafordult”, és ismét a teste felé közeledett. Teridax ekkor követte el a legnagyobb lépését: kihasználva azt, hogy a fejlődés során testét elvesztve egy energia-lénnyé alakult, képes volt beférkőzni a Metru Nui szigete alatt található „agyba”, és átvenni az irányítást Mata Nui teste fölött, még mielőtt a valódi lelke visszatért volna belé. Így lett ő eggyé a matorán univerzummal.
A többi Makuta is tudatában volt természetesen a tervnek, attól az egy apró részlettől eltekintve, hogy miután Teridax elérte a célját, testvéreit mind meg akarta volna semmisíteni. Úgy vélték, ha már vezetőjük válik az új Nagy Szellemmé, s így a világ alapvető gondjai iránt felelőssé, szüksége lesz rájuk, hogy a hétköznapibb problémákat kezeljék. Teridax azonban tisztában volt azzal, hogy a többi Makuta azt is tudja, miként lehet ismét bevetni azt a vírust, amely Mata Nuit eredetileg elaltatta. Nem kockáztatott hát: legkiválóbb altisztjeit és híveit Karda Nuiba, az univerzum „szívébe” küldte, tudván, hogy mihelyst Mata Nui teste feléled, az ott kitörő energiaviharok elpusztítják őket. Nyolc Makuta, Antroz, Icarax, Mutran, Vamprah, Bitil, Gorast és Krika lelte ott a vesztét. A maradék pedig az úgynevezett Végzet háborúban esett el, amelyet a létezését felfedő Mata Nui Rendje és a Makuta Testvérisége vívott.
Miután a háború véget ért, a Testvériség, tagok híján, megszűnt. Ám mivel az univerzumot immáron az egyetlen Makuta, Teridax irányítja, a gonosz faj árnyéka nemhogy eltűnt volna a világból, hanem teljesen beborította azt.
Tagok:
Minden tagja a Testvériségnek egyetlen fajba tartozott, melyben voltak egyaránt hímek és nőstények (például Gorast); noha a különbség semmiben sem rejlik, legfeljebb személyiségben. Azt nem tudni, korábban több nőstény élt-e. Ezek a lények számos erővel, különleges hatalommal, és nagy intelligenciával rendelkeztek. Fejlettségi szintüket jól mutatja, hogy már a testüktől is megszabadultak; a Makuták valójában zöldesfekete, ködszerű alakban létező lények, akik esszenciájukat védőpáncélba rejtik. A füstszerű lényegüket a hat Piraka „antidermisznek” nevezte. A protoacélból készült páncélokat eleve úgy konstruálják, hogy használójuk képes legyen bennük használni az alakváltó erejét. Egyedül Artakháról tudjuk, hogy képes ilyen anyagú páncélokat szerkeszteni. Ha a páncél megsérült, az antidermisz szivárogni kezdett, ami idővel súlyosan legyengíthette a Makutát. Ha pedig teljesen elpusztult, akkor a „gáz” kiszabadult, és nemsokára szétoszlott, s a Makuta így elpusztult. Ez történt Metru Nui Makutájával, Teridax-szal is, bár végső soron teste elvesztése nagy előnyökkel járt számára. Ha a Makuták alakot váltottak, képesek voltak méretüket is csökkenteni/növelni. Egy elmélet szerint ezt úgy tették, hogy páncéljuk egy részét egy külön dimenzióba küldték, ha le akartak kicsinyülni. Azonban ha egy Makuta túl gyenge volt ahhoz, hogy páncéljához több anyagot rendeljen hozzá, akkor más lények elnyelésével tudta pótolni a hiányt. Teridax is így tett, amikor magába szívta a két Sötét Vadászt, Krekkát és Nidhikit, valamint saját házisólymát, Nivawkot, hogy egy förtelmes szárnyas titán alakját vegye fel.
A Makuták páncélját antidermisszé válásukat követően a Nynrah csoportnevű matoránok alakították át. Egyszersmind ők építették az Exo-Toa páncélruhákat és a Testvériség Bohrok utánzatait is – ez utóbbi esetben az építők szabotálták a szerkezeteket, és kivégezték őket. A Nynrah nevet viseli a Makuták egyik lövőfegyvere is. A Nynrah építők az alkotásért élnek, így nem meglepő hát, hogy a gonosz Makutáktól is szíves-örömest fogadtak el felkéréseket. Szokás őket Nynrah „szellem”-nek nevezni, mert nehezen elérhetők.
A Makuta Testvériségének tagjai a következő alaperőkkel rendelkeztek:
| - Adaptáció - Alakváltás - Alvás (ellenségre nézve) - Ciklon - Csönd - Elektromosság - Éhség (erőelszívás) - Félelem - Gondolatolvasás - Gravitáció - Gyors gyógyulás | - Hajlás - Hang - Hőlátás (szemből kilőtt hősugár) - Időjárás irányítása - Illúziókeltés - Dezintegrálás - Düh - Erősikoly - Jéggel szembeni ellenállás - Lassítás - Lánc-villám kibocsátása | - Lézerlátás (szemből kilőtt lézersugár) - Kaméleon (környezetbe való elrejtőzés és/vagy másvalaki alakjának felvétele) - Mágnesesség - Méreg - Molekulabontás - Növények irányítása - Nyúlékonyság - Összezavarás - Összezúzás - Plazma | - Pontosság - Rahi (állatok) irányítása - Rovarok irányítása - Sérthetetlenség - Sötétség - Sűrűség változtatás - Sztázismező - Teleportáció - Tűzzel szembeni ellenállás - Vákuum |

Mivel Mata Nui testét eredendően nem ezen erők kifejtésére tervezték, Teridaxnak már csak egy pár képességéhez van hozzáférése.
Ezek mellett mindegyik tag képes volt Kraatát, féregszerű nyálkás lényeket kihúzni a saját esszenciájából. A Kraata voltaképp szilárd antidermisz. Mielőtt a Makuták antidermisszé fejlődtek, más, sokkal bonyolultabb módjait ismerték a Kraata előállításának. Ha egy ilyen Kraatát energizált protodermiszbe mártanak, Rahkshi páncéllá fejlődik, elveszítve életét. Ekkor egy újabb, azonos erejű Kraata kerül a páncélba, irányítandó a Rahkshit. A Kraaták továbbfejlesztett, mutáns változatai voltak az árnyékpiócák. Ezek a kis, kígyó alakú lények képesek voltak elszívni másokból a fényt, és ezáltal árnyék erővel ruházni fel őket. A folyamat során a célpont gonosz lesz, korábbi személyiségét elveszti, gyakorlatilag halottnak lehet őket tekinteni. Az árnyékpiócák a játékkészletekben, képregényekben és animációkban kis gömb alakú lények, középütt nagy, fogakkal teli szájjal. Greg Farshtey viszont a könyvekben úgy írja le őket, mint a földön csúszó kígyókat. Azt mondta, a gömb alakot ő úgy értelmezi, mintha az árnyékpiócák feltekerednének használat előtt. Azonban nem ez az első eset, hogy az általa írt könyvek ellentmondanak maguknak a játékfiguráknak.
Ismert tagok:
- Teridax,[40] Metru Nui Makutája – a szervezet vezére, a legismertebb, alighanem legtapasztaltabb Makuta, a Bionicle történet eddigi legfőbb gonosztevője, s egyben maga a matorán univerzum. Az ő ötlete volt a Mata Nui ellen intézett támadás. Számtalan formában találkoztak már vele: egyszer Dume Turaga maszkját ellopva tettette magát Metru Nui vezetőjének; hatalmas, szárnyas titán is volt; harcolt már fertőzött matorán, majd csápos szörnyeteg, Vortex, képében; feltűnt az árnyékokban; az ő antidermiszével sikerült a Pirakáknak szolgasorba dönteniük Voya Nui szigetének népességét; és a Maxilos vermi őrrobot testébe bújt. Jelenleg azonban senki sem tudja, hogy merre bolyong. Még mielőtt a Testvériség korrumpálódott volna, Teridax azt a megbízást kapta, hogy állítsa meg a Metru Nuin tomboló matorán polgárháborút. A viaskodó felek egy nagy csoportját bezárta az Onu-Metru-béli Archívumba, majd rájuk eresztette a kiállítási tárgyakat, vagyik számos Rahi fenevadat. Ez a tett azóta az „Archívumi Tömegmészárlásként” él a köztudatban. A háború megoldása miatt azonban Teridax elnyerte Metru Nui felügyeletének tiszteletét, és a lehetséges jövőbeli gondok elkerülése végett a többi Makutát is más-más régiókba osztották be.

Nagyon közvetlen módon lépett fel az egykori vezér, Miserix ellen, és egy harc során elnyerte a Testvériség vezetői szerepét. Ténykedéseit leginkább Metru Nui és a lakossága köré összpontosította. Amikor a nép a Teridax által előidézett Nagy Kataklizma után elvándorolt onnan, ki az univerzumon kívüli vidékre, Teridax is követte őket, s a következő egyezer évet az ő terrorizálásukkal töltötte.
Amikor a Fény Toája, Takanuva aztán létrejött a felszíni világban, Teridax úgy határozott, ideje visszaengedni a matorán népet Metru Nuiba, hogy terveit tovább űzhesse. Színlelt összecsapást szervezett hát a Fény Toájával, amely lényegében egy, a szokásosnál veszedelmesebb sportmérkőzés volt. A harc végén Teridax páncélja darabokra tört, és az antidermisz kiszivárgott belőle. Ezt a tényezőt nem építette bele eredeti tervébe, ám később mégis kapóra jött neki.
A matorán nép visszatért Metru Nuiba, Teridax pedig folytatta terve végrehajtását. Képes volt úgy befolyásolni az események alakulását, úgy szervezni meg távolról a Testvérisége vezetését és úgy manipulálni a hős Toákat, hogy célját mindenképp elérje. S el is érte – immár Teridax Makuta irányítja Mata Nui testét, a teljes matorán univerzumot, és az univerzum teljes lakossága is kénytelen az ő akaratának engedelmeskedni. Mata Nui lelkét az Élet Maszkjába zárta, amelyet aztán a világűr végtelenjébe lőtt. Következő lépéseként Rahkshi sereggel árasztotta el Metru Nui városát, de arra nem törekedett, hogy végezzen eddigi ellenségeivel, a Toákkal, sőt magát Mata Nuit is megkímélte a haláltól. Sokkal jobban örül ugyanis annak, ha ellenfelei élnek és szenvednek.
Az ő maszkja volt a Kraahkan Kanohi, az Árnyak Nagy Maszkja, melyet, miután látszólagos halálakor elvesztette, a Testvériség egy másik tagja, Icarax szerezte vissza, és a megsemmisüléséig ő is hordta. Számos rajongó óriási elégedetlenséggel fogadta Metru Nui Makutája valódi nevét.
- Miserix: Ő volt a Makuta Testvériség első vezetője. Metru Nui Makutája megdöntötte a hatalmát egy Makuta gyűlés alkalmával, melynek részeként erőszakos erőfitogtatás történt. Teridax érvelése és győzelme hatására őmellé állt a legtöbb Makuta. Akik eleinte vonakodtak, azokat Teridax parancsára mind megölték az erőszakosabb tagok – például Icarax és Gorast –, annak ellenére, hogy ők is az oldalára szegődtek. Miserix Makutának nem volt kijelölt régiója. Taktikai gondolkodó volt, nem vett részt harcokban, és nem tartotta észszerűnek sem a Testvériség fellázadását Mata Nui, a Nagy Szellem ellen. Teridax elrendelte Miserix kivégzését is, és Krikát és Spiriaht bízta meg vele. Krika azonban egy szigetre rejtette az egykori vezért, ahol, habár életben van, nem kimondottan rózsás körülmények közt teng. Artidax földjén raboskodik, ahonnan a Mata Nui Rendjének tagja, Brutaka vezette csapat szabadította ki. Olyan sziget ez, melynek veszedelmei képesek akár egy Makutával is végezni, és nem lehet róla elteleportálni. Miserix jóval nagyobb méretekkel bír az átlagos Makutáknál, feltehetően mert számos más lény testét szívta magába, hogy méretét és így a szigeten a túlélési esélyeit is megnövelje. Az óriás Tahtorak bestiákhoz volt hasonlítható mérete. Előszeretettel öltötte fel a hüllők alakját. Részt vett Mata Nui Rendjének a háborújában, hogy bosszút álljon egykori fivérein (Spiriah Makutát például első látásra megölte). A Miserixet jelképező Lego modellnek a nemrégiben megrendezett Makuta építő verseny nyertes alkotását jelölték ki, amit egy tizenéves kislány épített – piros és fehér hüllőszerű alakban jelenik meg.
- Icarax, Karzahni Makutája, harc terén a legképzettebb Makuta. Ő volt az, aki megszerezte Artakha Pálcáját, még mielőtt a Toa Nuva kezébe került volna, és átadta a Maxilos testében megbúvó Teridaxnak.[42] Ő az Árnyak Maszkjának jelenlegi viselője, Teridax előtt a valódi törekvéseit eddig teljesen föl nem fedő lázadó. Hatalmas az egója, vezérének terveit túlbonyolítottnak tartja, szerinte könnyebb minden ellenséggel azonnal végezni. Habár közismert a Testvériségben Icarax véleménye, intézkedéseket nem visznek végbe ellene, mert a nagy Tervben előírtakat betartja. A többi Makuta egyedül akkor állna mögé, ha bebizonyítaná az ő elképzeléseinek följebbvalóságát. A Toa Nuvával való egyik összecsapása során elpusztult a Karzahni birodalom.[43] Icarax Xia szigete közelében tartózkodott, amikor két, fegyvereket cipelő idegenre lett figyelmes. Ez Mata Nui Rendjének két tagja, Botar és Trinuma volt. A Makuta gondolkodás nélkül rájuk támadt, Botart mágneses erejével menten összezúzta. Míg ő ezzel foglalkozott, Trinuma kereket oldott. Antroz kérésére később Karda Nuiba ment, hogy segítsen a Nuva Toák elleni harcban. Icarax ott akarja majd mindenki előtt bemutatni, mennyire jó vezető lehetne belőle. Ezek előtt azonban látogatást tett Metru Nui szigetére, ahol a járőröző Takanuvát, a Fény Toáját, egy árnyékpiócával támadta meg. A piócát sikeresen megölték, és Takanuva így lett félig árnyék elemű. Icarax Karda Nuiban összetűzésbe keveredett az Ignika Toával, vagyis a magának testet alkotott Élet Maszkjával. Az Ignika a hatalmával Icaraxot visszaalakította antidermiszből valódi biomechanikus lénnyé, ami pedig nagy fájdalmakkal járt a számára, hiszen a páncélzatát nem egy testtel rendelkező lényre szabták. Icaraxnak nagy nehézséget okoz visszatartania magát a Nuva Toa megöléséről, már-már hobbi szinten űzi a gyilkolást.
- Mutran: A Makuta Testvériségének nagy tudósa, aki mindenféle mutáns állatot teremt. A matorán főkontinens középső részét volt hivatott felügyelni, azt a térséget, ahonnan a Nagy Kataklizma során Voya Nui szigete is kiszakadt. Mutrant sohasem érdekelték igazán az ottani események, így nem is vette tudomásul, amikor a terület kihasadt helyéről. Valószínűleg nem is sejtette, hogy a legendás Élet Maszkja is az ő területén volt elrejtve. Chirox, egy másik tudós Makuta gyakran van róluk rossz véleménnyel. Régebben azonban ők ketten barátságos kapcsolatban lévő munkatársak voltak. Mutrannak még a Testvériség korrupttá válása előtt volt egy házikedvencként tartott enni képes köve. Amikor egyszer Xia szigetére utazott Icarax és az akkoriban őket szolgáló Pridak társaságában, hogy az ottaniakat, a Vortixx fajt „jobb belátásra térítsék” a termékeikért kért pénz mennyiségét illetően, véletlenül elhagyta a követ. Később ebből alakult ki a Magaslat (Mountain), amely ma a sziget közepén tornyosuló éhező hegy, és szerves részét képezi a Vortixxok szertartásainak. A Hat Királyság Szövetségének létezése idején Mutran a Kalmah uralkodót látta el Rahi harci állatokkal, amelyeket ő teremtett. Azonban mivel Kalmah sosem mutatott megfelelő tiszteletet, Mutran csak olyan szörnyeket hozott létre neki, melyek körülbelül három napon belül elpusztultak. Egyik állatfajtája viszont, a pengeásóknak elkeresztelt Rahik, valahogyan mégis életben maradtak, és különös alagútrendszereket kezdtek ásni. Mindegyik járatuk ugyanazt a mintát követte, mintha egy térképet rajzolnának ki. Több tízezer év elteltével a rejtélyt senki sem fejtette meg, és valójában még a pengeásók sem tudják, hogy mi vezérli őket – egyszerűen csak ásnak és ásnak. A térkép leírásából ki lehet következtetni, hogy a pengeásók a Bionicle „egység-kötelesség-végzet” elhíresült szimbólumát ássák ki. Mutran egyszer azt a megbízást kapta, hogy járjon utána a Tren Krom nevű lényről szóló legendáknak. A Testvériség nem akarta, hogy egy ilyen hatalmas lény szabadon garázdálkodjon, ha céljai ismeretlenek. A mendemondák alapján Mutran végül megtalálta Tren Krom szigetét, ahol az fogságba is ejtette őt. Valami miatt azonban Tren Krom nem végzett vele – bepillantott a Makuta elméjébe, ahol valami nyilván visszatartotta őt a gyilkolástól. Közben Mutran is bele látott Tren Krom agyába, és feltárultak előtte az univerzum titkai, működésének hogyanjai és miértjei. Ezt a tudást használta fel Teridax a Nagy Szellem, Mata Nui megdöntésére. A Tren Krommal való találka folytán azonban Mutran elmeállípota igen sokat romlott – olyan förtelmes volt a lény kinézete. Mutran egy árnyék matoránnal jár-kel, aki egyfajta labor-asszisztensként szolgálja őt. Az ő neve Vican, le-matorán volt árny-matoránná válása előtt, és önként jelentkezett Mutran kísérleti „patkányának”, ugyanis az élete megváltoztatására vágyott. Rajta próbálták ki először az árnyékpiócákat. Vicanról el lehet mondani, hogy retteg „gazdájától”. Mindkettűjük színe lime-zöld és fekete a készletben.
- Spiriah, Zakaz Makutája – Zakaz szigetének fajával, a Skakdival ő folytatott kísérleteket, és különféle erőkkel ruházta őket fel. Miután azonban úgy találta, hogy a népesség egyre vadabb lett ettől, elmenekült a szervezet soraiból, nehogy megbüntessék a kudarcáért, de még mindig tagnak számít. Jelenleg a Nyomász (Tracker) nevű Sötét Vadász üldözi őt. Nyilvánvalóan azonban korábban is ismeretes volt hibás kísérleteiről. Egyik teremtett állatjában Mutran és Chirox még hosszas gondolkodás után sem találtak semmi hasznos képességet. Ugyan külön figurát nem kap, összeépíthető lesz négy másik készletből.[44] Kénytelen lesz Mata Nui Rendjének dolgozni a Testvériség elleni háborúban. Ha nem teszi ezt, a Rend végezhet vele, és ha a háborút megnyerik, Spiriaht valószínűleg a Verembe száműzik korábbi bűneiért, feltéve, hogy életben marad. Spiriah valamikor a múltban szövetségbe lépett a Zyglak lényekkel, mivel hozzájuk hasonlóan ő is kitaszítottja volt társadalmának. A kegyetlen bestiáknak megígérte, hogy segít nekik eltörölni a Nagy Szellem, Mata Nui híveit, és hogy részesülni fognak az így elfoglalt földekből. E szövetségből erőt nyerve Spiriah elárulta a Rend csapatját, amelynek ő is része, és a Zyglak hajóhadával Zakaz szigetére indult, hogy bosszút álljon a Skakdin, egykori sikertelen kísérletein. Greg Farshtey, a történet írója ezt egy „hülye” lépésnek nyilvánította.[45] Spiriah Zyglak seregét végül lemészárolta a Mata Nui Rendjével szövetséges vízi faj, akik közé az Ehlek nevű Barraki is tartozott. A felbérelt Sötét Vadász, Lariska fog valószínűleg segédkezni Spiriah büntetésében.Később Miserix megölte.
- Kojol, Arthaka Makutája – A repülő és a vízi Rahikra specializálódott Makuta. A területek elosztásánál ő kapta Arthaka felügyeletének jogát. Rahikat készített a sziget védelmére, melyek egy Makutát is elpusztítottak volna. Egyike volt azoknak, akik ismerték a legendás Artakhát. Mikor a biomechanikus testük Antidermisszé vált, Chirox az ő esszenciáját vizsgálta meg. Segített ellopni a Testvériségnek a Fény Maszkját, egy titkos járatot mutatva nekik. Mata Nui Rendje később megölte, mert tudta Arthaka szigetének helyét.
- Tridax:A Bűvész (Conjurer) kódnevű Sötét Vadász egyszer megpróbálta elszívni az egyik Makuta erejét, ám kómába került tőle, hiszen nem tudott annyi erőt magában tartani egyszerre, és ő volt az a makuta.Tridax fegyverzete megrongálódott mikor, egy Destralon lévő erődre leszállt.Mutran és Chirox szerencsére képesek voltak, hogy bevigyék az Antidermisét egy Exo-Toa testbe, amíg a fegyverzetét megjavíthatnák.Tridax segített Mutrannak és Chiroxnak létrehozni a Tridax Podokat, a gömb alakú fegyvereket, amiket róla neveztek el.Kikérdezte Vezont, amikor megjelent Destralon hogy árulja el Mata Nui Rendjét.

Phantoka: A 2008 első felében kiadott, „tartályos” készletek gyűjtőneve, mely magába foglal három Nuva Toát és három Makutát. A név jelentése „a levegő szellemei”. Megkülönböztetésül használjuk a következő három repülő Makutára a „Phantoka Makuta” kifejezést.
- Antroz: Karda Nuiba, más néven az Univerzum Magba küldött Makuta csoport vezetője. Azon kevés Makuták egyike, akikben van tisztesség, és nem szeretnek csalással megnyerni egy harcot. Egyrészt ezért nem veti be maszkját a Nuva Toák ellen. Színe vörös és fekete, és egy denevér alakját vette fel. Maszkja a Jutlin Kanohi, a Korrupció Maszkja, fegyverei pedig a Tridax hüvely, amelyben az árnyékpiócákat tárolja, valamint karmai és fogai. Mivel jelen volt Matoro Toa energiává való átalakulásakor, a Makuták számára mérgező erős fény miatt véglegesen megvakult. Látni csakis úgy tud, ha telepatikus úton egy árnyék-matorán elméjébe tekint. Az ő matorán kísérője Radiak, aki egykor a fény-matoránok egyik legnagyobb hősének számított. Miután a fényt kiszívták belőle, és így árny-matoránná változott, korábbi társai ellensége lett. Különleges képessége, hogy tud árnyék nyalábokat kilőni lábaiból, és lelassítani ellenfelét. Ezeket az erőket azonban, a többi árny-matoránhoz hasonlóan, csak akkor tudja használni, ha egy Makutával érintkezik. Antroz páncélja egy harc során megsérült, és szivárog a belső antidermisz esszenciája, ami halálos veszélybe helyezi a Makutát.
- Vamprah: Szintén a Karda Nuiban tanyázó Makuta csapat része. Vamprah egy kiváló vadász, mestere a lopakodásnak és lesből támadásnak. Makuta társai is nyomasztónak találják néha a társaságát. Mivel úgy hiszi, hogy a jó vadász sosem kelt felesleges zajt, Vamprah nem beszél. Maszkja az Avsa Kanohi, az Éhség Maszkja. Ennek a maszknak, valamint saját magán végzett kísérleteinek következtében szó szerint más lények vágyain és érzelmein él, azokat fogyasztja, és közben áldozatát gonosszá, árnyék erejűvé teszi. Fegyverei a Tridax hüvely és az árnyékpiócák, karmai, valamint pengeéles szárnyai. A többi Phantoka Makutához hasonlóan ő is vak. Színe a készletben kék és ezüst. Az ő „társ” matoránja Gavla, egy kék színű, nőnemű árny-matorán, a többi árnyék matorán vezére. Az ő ereje az, hogy egy Makutával kapcsolódva képes megszüntetni célpontja egyensúly érzékét. Gyűlöl minden matoránt, mivel azok még jóságos korában is kerülték őt pökhendisége miatt.
- Chirox: Az egész Testvériség egyik legkiemelkedőbb tudósa, aki a veszedelmes és különösen vad Rahi állatok létrehozására szakosodott. Antrozzal ellentétben ő piszkosan szeret küzdeni, csalás nélkül nem nagy harcos. Egyáltalán nincs jó véleménnyel egy másik tudós Makuta, Mutran kreálmányairól, és ha teheti, azonnal hangoztatja azok tökéletlenségeit. Maszkja a Shelek Kanohi, a Csönd Maszkja. Fegyverei a Tridax hüvely, a benne lévő árnyékpiócák, és pengéi. Szintén vak, így csakis egy matoránnal telepatikus kapcsolatba lépve képes látni. Az ő matorán „társa” Kirop, aki egykor a fény-matoránok vezetője volt. Most, hogy árny-matorán lett, régi társainak legnagyobb ellenségévé vált, mivel minden titkukat ismeri. Különleges ereje az árnyéksugarak lövése mellett, hogy képes ideiglenesen megvakítani ellenfelét. Színe fekete és ezüst.

Mistika: A 2008 második felében kiadott, „tartályos” készletek gyűjtőneve, mely magába foglalja a három további Nuva Toát és három Makutát. Ezen Makuták kinézetét a rovarokra alapozták. Megkülönböztetésül használjuk a következő három Makutára a „Mistika Makuta” kifejezést. Az egyikük nőnemű , és köztük van az a Makuta, aki a Visorak horda megszervezője volt, valamint az is, aki fél szemére megvakította Krekkát.
- Krika: Nyúlánk, hosszú, tüskés végtagokkal rendelkező fehér és piros színben feltűnő Makuta. Teridax vezér parancsainak ellentmondva nem végezte ki a korábbi vezetőt, Miserixet, hanem egy távoli szigetre száműzte. Amikor Teridax kérdőre vonta, hogy miért nem hozta vissza Miserix maszkját, mint ahogy azt a többi legyilkolt hűtlen Makuta maszkjával is tették, Krika azt hazudta, hogy a maszk a kivégzés alatt megsemmisült. Nem hisz abban, hogy a Testvériség nagy terve jól fog végződni. Ha a Makuták jutnak végül hatalomra, ő szerinte a világ egy baljós és búskomor hellyé változik. Ennek ellenére azonban hűségesen követi a terv minden egyes részletét, mert végső soron úgy gondolja, hogy ő és fajtája megérdemlik, hogy egy olyan szörnyű, értékmentes világban éljenek, mint amelyet teremtenek majd maguknak. Krika akarata szerint képes eltűnni és újból megjelenni, ami a köddel burkolt mocsárban nagy veszéllyé teszi őt. Maszkja a Taszítás Maszkja – ennek révén képes szárnyak híján repülni. Harapása mérgező.
- Bitil: Maszkjának erejével képes visszahozni a jelenbe önmagának múltbéli alakjait. Ha már nincs a hasonmásokra szükség, vagy ha valami okból Bitil elveszti koncentráló képességét és nem tudja fenntartani a maszk működését, a múltból kiemelt alakok ugyanabba a pillanatba jutank vissza, ahonnan kiragadták őket. Egyaránt törlődnek a jelenről szóló emlékeik is. A legtöbb hasonmás, akit egyszerre megidézett, 50 Bitil volt. Az elsők közt volt, akik Teridax mellé álltak és szembefordultak Miserix-szel.
- Gorast: Az egyetlen női Makuta, és látszólag egy szúnyog alakját viseli. Gorast a Tren Krom Félsziget Makutája, a savzuhatagok úrnője. Ő volt az az illető, aki leigázta a Visorak pókokat, melyek aztán később a Makuta Testvériségének legfőbb haderejévé léptek elő. Kegyetlen lény, szeret a mészárlás, csonkítás és az ölés egyéb módjairól beszélni. Ám ha másra terelődik a téma, meglehetősen szótlan tud lenni. Fullánkjával képes kiszívni másokból a fényt. A Zavar Maszkját viseli, mely feje tetejére tudja állítani mások elemi erejét. Színe lime zöld és fekete. Amikor Teridax előállt a Nagy Szellem ledöntésére szánt tervével, Gorast habozás nélkül hátat fordított a korábbi vezérnek, és melléje állt.

Egyéb tagok:
- Az eredeti száz tagból sokat kivégeztek, amikor nem csatlakoztak a Nagy Szellem elleni összeesküvéshez.

Szövetségesek, szolgák:
- Roodaka – Nőnemű Vortixx, aki egyedül saját érdekeit szolgálja. 1000 évvel ezelőtt a Visorak horda alkirálynője volt, és a király, Sidorak mellett szolgált. Sidorak halálát követően Roodaka különféle feladatokat teljesített a Testvériségért, és hasznos információkat szerzett a Sötét Vadászoktól a Testvériség és a Vadászok máig tartó háborúja alatt. Csak nemrég derült ki, hogy igazából kettős ügynök volt, és a Makutáktól is árult információt a Sötét Vadászoknak. Mindkét fél ellene fordult, és a megölésére törekednek. Roodaka kénytelen lesz Mata Nui Rendjét szolgálni a Testvériség elleni háborúban. Csapattársai Brutaka, Spiriah, Vezon, Carapar és Takadox lesznek[47]
- Sidorak – A Visorak horda egykori vezére. Nagy taktikai gondolkodó volt, de igazából jelentős eredményeket sosem ért el. Amikor a Sötét vadászokhoz próbált beállni, akkor is kudarcba fulladt kísérlete. A horda királyi posztja Roodakát illette volna, Sidorak egyszerűen azt hazudta, hogy ő követte el Roodaka tetteit. A nő ezért a háta mögött szervezkedett ellene, miközben Sidorak végig úgy gondolta, hogy megbízható szövetségese volt. Végül Keetongu, egy intelligens Rahi végzett vele, akinek fajtársait Sidorak pusztította el
- Pridak – A Hat Királyság Szövetségének tagja lett belőle, jelenleg a Verem egyik mutáns foglya
- Brutaka – A Testvériség egyik parancsnoka volt, később Mata Nui Rendjéhez állt át. Mikor azt hitte, hogy Mata Nui, a Nagy Szellem elhagyta a matorán népet, úgy döntött, hogy megszerzi az Élet Maszkját. Társa, Axonn, és védencei ellen szegült, ezért a Verembe száműzték, ahol vízlélegző mutánssá vált. A Rend újból alkalmazni fogja a Testvériség elleni háborúban, és ő lesz különleges osztagának a vezére. Mivel a harc a szárazon lesz, előreláthatóan valami légzőberendezést kell viselnie
- Kereső – A Fény Maszkját őrző csapat tagja volt. Kudarca után a Sötét Vadászokhoz szegődött
- Eltűnő – Sötét Vadász, aki a Testvériségnek is dolgozik
- Kraata-Kal – Egy nagyerejű lénnyé mutált Kraata, aki ma Sötét Vadász
- Kegyenc – Szintén egy kísérlet eredménye, aki ma Sötét Vadászként éli életét
- Exo-Toa – Gépiesített páncélruhák, melyek képesek önállóan is működni
- Rahkshi – A Kraata számára előállított páncélruhák.
- A Phantoka Makuták és Mutran árny-matorán szövetségesei
- A mára szétoszlott Visorak sereg

Kísérletek eredményei:

### Mata Nui Rendje(Order of Mata Nui)
Szokás a szervezetet a Bionicle világ CIA-jének nevezni. Olyan rendfenntartók tábora, akik teljes titokban intézik ügyeiket, Mata Nui akaratát.
A Nagy Lények alakították meg, nagyjából egy időben Metru Nui városának alapításával és a Makuta Testvériségével. Hatalmával csakis a Sötét Vadászok vagy a Testvériség vehetik föl a versenyt. A szervezetnek, neve ellenére, Mata Nui nem tagja. A Rend Mata Nui akaratát hajtja végre, vagy, hogy pontosabbak legyünk, azt, amit az akaratának hisz. Így képes még úgy is működni, hogy Mata Nui alszik.
Mata Nui Rendje az Artakha Keze szervezetből jött létre, és annak egykori vezetője irányítja. A legtöbb tagot is onnan emelték át.
A Rend titokban működik, és mindezidáig nem fedte fel önmagát, habár úgy érzik, hogy a közelgő harc miatt előbb-utóbb kénytelenek lesznek. Mivel nem ismerik őket, nem kell a Toához hasonlóan a közvélemény miatt aggódniuk, és ennek köszönhetően munkájuk során nem is kötelezik magukat morálok betartására.
Soraikba különleges erejű harcosokat vesznek fel, akik hajlandóak egy magasztosabb cél érdekében feladni korábbi életüket. A felvétel részeként először titokban megfigyelik a kiválasztottat, majd ha elérkezettnek látják az időt, felteszik a kérdést: akar-e csatlakozni. Természetesen a Rend ekkor sem árul el magáról mindent, nehogy kitudódjon a létezése, ha a lehetséges újonc visszamondaná a felvételt. Azonban eddig senki nem tett így.
A tagok jóformán bárhonnan érkezhetnek, a fő az, hogy meg legyen bennük a jó akarat, kellő erő és elszántság. Közös bennük az, hogy elméjük védve van a gondolatolvasástól, és mind protoacélból készült fegyvereket viselnek, amelyeket a legendás Artakhától kapnak. Egyesek képességeit azonban belépés után megnövelik.
A Rend létezéséről egyedül a hat Nuva Toa, az öt Mahri Toa, a hat matoránból álló Voya Nui Ellenállás és Vakama Turaga tud. A Makuta Testvérisége is kezdi gyanítani egy „harmadik játékos” létezését. A Karzahni nevű intelligens gonosz növény is megölt egy tagot, aki kínzás hatására felfedte előtte a Rend létét, azonban a növény már ezer éve halott.
Eddigi ismert intézkedéseik:
- Egykori tagjuk, Botar minden olyan bűnözőt és gonosztevőt a Verembe vitt, akit javíthatatlannak tartottak
- Két tagot, Axonnt és Brutakát elküldték az Élet Maszkjának védelmezésére
- A Takua fény-matoránt kiszakították eredeti közösségéből, és beolvasztották Metru Nui matorán lakosságába. Ez az „Időcsúszás” alatt zajlott, ami egy hat hónapos időtartam, melyre senki sem emlékszik. Mivel ezt a hat hónapot mindenki elméjéből kitörölték, leplezni tudták Takua hirtelen feltűnését
- Kísérleteket folytattak Ehlek vízben honos fajával, melynek célja egyfajta sereg felállítása volt a Makuta Testvérisége ellen. A kísérlet csődöt vallott, de a fajt végül fegyverekkel látták el, így azok szövetkeztek a Renddel. Hihetetlen módon a faj tagjai a beavatkozások közben nem tudták meg a Rend létezését
- Teridax, Metru Nui Makutája fejébe vette, hogy a csillagokból kiolvassa, melyik hat matorán fog Toává változni, majd így átveri Lhikan Toát, hogy a rossz matoránoknak adja át a Toává válást elősegítő Toa köveket. Mata Nui megváltoztatta a csillagokat, hogy Lhikan végül a helyes matoránokat válassza, és a Rend a Metru Nuiban elhelyezett egyéb nyomokkal segédkezett Teridax tervének meghiúsításában
- A Rend megölt mindenkit, aki ismerte Artakha szigetének helyét, beleértve Artakha Makutáját és saját harcosai közül is egy keveset
- Lehetséges, hogy a Rend felelős annak a láthatatlan erőfalnak a felállításában is, mely a Karzahni (mára elpusztított) birodalmába vezető úton található, és senkit nem enged át, aki fény elemű
- Egyik alkalmazottjuk, Krakua Toa, a Hang Toája megjelent Vakama Toa több mint ezer évvel ez előtti látomásában, hogy egy figyelmeztetést adjon át a jövőről
- Krakua később felkutatta a magányos Lesovikk Toát, és elmondta neki, hogy Karzahni a Verembe utazott
- A több mint ezer évvel ezelőtt történt világméretű földrengés, a Nagy Kataklizma által okozott károkat megjavították Artakha Pálcájával. Karda Nui, az Univerzum Mag azonban védve van ennek hatásával szemben, így a Rend a Nuva Toa csapatot küldte oda
- A rabul ejtett, immár mutáns Pirakákat egy akváriumba helyezték, ahol kihallgatják őket. Utána a verembe lesznek száműzve
- A zavarodott elmeállapotú Karzahnit szintúgy vallatják, hátha értékes információ birtokában van, bár ez kétséges, lévén hogy a közelmúltig még Mata Nuiról sem tudott
- Elküldtek egy csapatot, az élén Brutakával, hogy felkutassák a Makuta Testvériségének eredeti vezetőjét, Miserixet
- Botar és Trinuma elindultak egy erdős szigetre, hogy fegyvereket adjanak át Brutaka csapatának, csakhogy közben rájuk támadt az Icarax nevű Makuta, és a kialakuló harc tragikus eredménye folytán a fegyvereket végül egy másik szigeten, Tren Krom szigetén helyezték el
- Megmentették Takanuvát, a Fény Toáját egy árnyékpióca támadásától, hogy aztán Karda Nuiba küldjék fontos információval a Nuva Toa számára. Azt nem tudják azonban, hogy Takanuva Karda Nui helyett egy másik dimenzióban kötött ki
- Egy ügynököt elküldtek, hogy kémkedjen a Sötét Vadászok után, elvegyülve köztük

Tagok
- Helryx – A vezető, Arthaka kezének volt vezetője. Ő az első Toa, aki egy Víz Toa.
- Axonn – Egy nagyerejű, zömök testalkatú, baltát hordozó óriás, aki az Élet Maszkját hivatott megvédeni. Eredetileg Artakha Kezét szolgálta. Miután azt feloszlatták, Axonn a Bionicle világ egyik leghatalmasabb és legrettegettebb harcosa lett, városokat döntött le baltájával, és meg akarta hódítani az univerzumot. Mata Nui Rendje révén ismét jó útra tért. Később barátjával, Brutakával a főkontinensre küldték, hogy ott őrizzék az Ignika Kanohit, az Élet Maszkját. A Nagy Kataklizma során a főkontinens egy része, Voya Nui szigete kiszakadt a helyéről és hihetetlen módon felfelé repült, míg végül a bolygó felszínét borító tengeren állt meg. Brutaka egy idő után elvesztette hitét a Nagy Szellemben, Mata Nuiban, így ellenségek lettek Axonn-nal. Ezer évvel később Axonn hatalmas segítséget nyújtott az Élet Maszkját kereső Inika Toáknak a maszk megkeresésében és a Nuva Toa megmentésében. Később az Inika Toából létrejött Mahri Toa csapatot is támogatta. Jelenleg a főkontinensre visszatért Voya Nuin segédkezik az életben maradt matorán lakosok életének megkönnyítésében. A Rode Kanohit, az Igazság Maszkját viseli, amellyel átlát a hazugságokon és illúziókon, látja a láthatatlan vagy másképp rejtőzködő lényeket, és még a testükből kilépett lelkeket is. Számtalan erővel bír, ezek közül a következők ismertek: Makutával versengő fizikai erő; gyógyítás; energiasugarak lövése; sztázismező létrehozása; elektromos kisülés létrehozása; ha felmérgesedik, gyakorlatilag érzéketlenné, megállíthatatlanná válik
- Brutaka – Eredetileg a Makuta Testvériségének egy tábornoka, katonája volt, aztán ráunt volna erre a munkára. Mata Nui Rendje alkalmazta egyfajta tudós harcosként. Egyszer a móka kedvéért egy óriási Tahtorak szörnyet küldött maszkja segítségével Metru Nui városába. Ám miután teljesen megbízhatóvá vált, Axonn társaságában az Élet Maszkja védelmére küldték. Brutaka a Nagy kataklizma után nem hitte el, hogy Mata Nui kómában van, így amikor a körülötte lévő világ egyre kevesebb jelét mutatta a Nagy Szellem jelenlétének, ő arra a következtetésre jutott, hogy Mata Nui elhagyta a népét vagy meghalt. Szembefordult a fénnyel, gonosszá lett. Segített a Voya Nuira érkező Piraka banditáknak a Nuva Toa leverésében, ám azok közül kettő, Hakann és Thok egy zamor gömb használatával ellopták Brutaka erejét. Később persze sikerült visszanyernie, és megközdenia Axonn-nal. Barátja leverte őt, így Botar, Axonn bánatára, a Verembe száműzte Brutakát. Ott szövetséget keresett a Barraki hadurakkal, ám egy óriás tintahal magával ragadta. Brutaka végzett az állattal, és ezek után a Verem eseményeit távolról figyelte. Teridax tettei láttára gondolkodóba esett saját magán, s így végül visszatért belé a becsület. Botarral együttműködve (aki szintén reménykedett Brutaka megjavulásában) ellopta Teridaxtól Artakha Pálcáját, amelyet a Rend eltulajdonított. Brutaka jelenleg egy öngyilkos küldetést vezet, ismét Mata Nui Rendjének szolgálatában. A csapat célja, hogy felkeressék Miserixet, ám számos nehézségbe ütköztek eddig, például a csapat egyik tagjának lázadásába, és belefutottak egy legendás nagyerejű lénybe, Tren Kromba is. Brutaka az Olmak Kanohit viseli, a Dimenziókapuk Maszkját, melyekkel egyik dimenzióból a másikba ugorhat vagy küldhet másokat. A maszk a Verem vizétől károsult, így amikor Brutaka Takanuvát Karda Nuiba akarta küldeni, az e helyett eltévedt a dimenziók között, és egy alternatív univerzumba került. Brutaka fegyvere egy óriás penge, amit Axonntól kapott. A Verem vizének hatására Brutaka vízlégzővá változott, tüskék borítják arany és kék páncélzatát, a gerince mentén pedig egyfajta hátuszony-szerű képlet nőtt. Hogy a szárazon is életben maradjon, Brutaka vízzel töltött sisakot visel a fején
- Jerbraz – Információszerző ügynök, aki a Rend atlasznának elkészültéhez járult hozzá.Láthatatlan ügynök. Nevét Jeremy Brazeal-ról kapta, aki az atlasz egyik illusztrátora volt
- Johmak – Információszerző ügynök, aki a Rend atlasznának elkészültéhez járult hozzá.Női tag.Fekete és szürke szilánkokra tud "szakadni". Nevét John McCormack-ról kapta, az atlasz egyik illusztrátoráról
- Tobduk – Információszerző ügynök, aki a Rend atlasznának elkészültéhez járult hozzá.A Rend "bizalmas" feladatokat bíz rá. Nevét Toby Dutkiewicz után kapta, aki szintén művészeti támogatást nyújtott
- Trinuma – Egy három méter magas harcos, ő helyezte Artakha Pálcáját a használati helyére, ahonnan a pálca az erejével kijavította az univerzumot ezer évvel ezelőtt ért károkat. Később Botarral egy szigetre tartott, hogy egy fegyverkészletet adjanak Brutaka csapatának. Az Icarax nevű harcos Makuta támadt rájuk, és amíg Botarral végzett, Trinuma elmenekült
- Ismeretlen tag, aki egy haldokló Tahtorak állattól megtudta, hogy a Tahtorakok a barbár Skakdi faj elpusztítását tervezik, de egyelőre hátasállatokként szolgálják őket
- Ismeretlen női tag, aki információval látta el a Nuva Toát

Szövetségesek, alkalmazottak
- Umbra – A Nagy Lények teremtették ezt az ősi alakot. Korábban az Artakha Keze szervezet alkalmazta, és ugyanazon feladatot látta el, melyet most is: az Élet Maszkjához vezető földalatti utat őrzi. Hatalma fény alapú, képes testét fénysugárrá változtatni. A lábaira szerelt kerekek – melyek már okoztak meglepetést a kereket egyébként nem ismerő szereplőknek – csak még gyorsabbá teszik. Az Inika Toák úgy győzték le, hogy a barlang falát jéggel vonták be, amiről Umbra fény alakban folyton visszaverődött, mígnem elvesztette eszméletét. Jelenleg azt várja, hogy visszahelyezzék az Élet Maszkját. Lézersugarakat lövő kétélű lándzsát hordoz, rajta egy Rhotuka pörgővel, ami képes szilárd fény alakokat kivetíteni. Maszkjának nincs ereje. Neve azt jelenti, hogy „az árnyék legsötétebb része”, és az ellenfelei megtévesztésére szolgál.
- Krakua Toa, a Hang Toája – Egy támadás alatt álló sziget erődjének magányos védelmezője. Krakua feltűnt Vakama Toa ezer évvel ezelőtti látomásában – melyet akkor látott, amikor egy „Kratana”, egy Krana és Kraata keresztezésének látszó, jövőbe látó lény tapadt az arcára – és üzenetet adott át neki az Inika Toákról. Mikor az Inikák átváltoztak Mahri Toákká, körülbelül Krakua is akkor vált Toává. Felkutatta Lesovikk Toát, és a Verembe irányította őt Karzahni után. Később Metru Nuiba ment, ahol segédkezett Takanuva megmentésében egy árnyékpiócától. Most az Archívum alatt tartózkodik, ismeretlen célokkal. Suletu Kanohit, egy Gondolatolvasás Maszkot visel. Krakua a Brickmaster magazin Toa építő versenyének nyertes modellje. A Krakuát alakító figura arcán egy Hau Kanohi díszlik – az ok e mögött az, hogy amikor Krakuát megépítették a versenyre, Suletu maszkot még nem adtak ki.
- Mana Ko – Óriási, nagyerejű rákszerű lények, melyek a Makuta Testvériségének kulcsfontosságú helyszíneit őrzik. A matorán legendákban ők őrizték Teridax Mata Nui alatti rejtekét is, Mangaiát. A legenda valósággá vált, amikor a hat Piraka megpróbálta kirámolni a rejteket, és két ilyen rák támadt rájuk. Ám amint a Pirakák Mangaia határain kívül voltak, a lények nem üldözték tovább őket. A Mana Ko minden mozgó célpontra irdatlan erejű energiaköpeteket lő. A Makuta Testvérisége nem sejti, hogy valójában Mata Nui Rendjének szolgáltatnak információt róluk.
- Spinax – A Verem vize által mutált energiavéreb. Egy lény energiamintáját képes akár az univerzum végéig is lenyomozni. Hydraxon mellett szolgált, aki később egy őrrobotnak, Maxilosnak adta. Ha meghallja a „Manas zya!” utasítást, rátámad az ellenségeire.
- Verembli őrrobotok – Artakha által épített gépezetek, melyek a Verem rabjai fölött őrködnek. A leghíresebb közülük Maxilos, akit a test nélküli Teridax szállt meg, és benne tevékenykedett a Veremben töltött ideje alatt. Maxilos már javíthatatlanul tönkrement.
- A Rend szövetségesei még a Mahri Toák, a Nuva Toák, Voya Nui matoránjai és Ehlek faja, valamint a titokzatos Artakha.

Volt tagok, szövetségesek
- Botar – Félelmetes külsejű szerzet, aki mellett még bajtársait is kirázta néha a hideg. Faja képes teleportálni, és Botar volt az, aki a legyőzött gonosztevőket a Verembe szállította így. Különleges képessége még, hogy mindig tudta, hol győztek le valakit. Botar az egész világot két színben látta: jó és rossz. Feltétlenül betartotta Mata Nui akaratát. Aki nem tett hasonlóképp, azt bűnösnek látta. Mielőtt Brutakát a Verembe száműzte volna, beszédbe elegyedett Tahu Nuvával, és elmondta neki, hogy csapatjának különféle küldetéseket kell majd végrehajtania. Egy másik Rend tag, Trinuma oldalán szállított fegyvereket később a jó útra tért Brutaka és a Rend különleges osztaga számára. Közben Icarax Makuta támadt rájuk, és Botart azonnal összezúzta a mágneses erejéve. Trinuma megmenekült, hogy a fegyvereket egy másik szigeten rejtse el, és hogy elvigye a tragikus hírt a Rendnek. Posztja egyelőre betöltetlen, valószínűleg egy fajtársa lép majd a helyébe.
- Egy ismeretlen Rend tag a Karzahni növény fogságába került, aki kínzással kiszedte belőle a szervezet információit. A Karzahni növény ezer éve halott, energizált protodemisz végzett vele.
- Az elmúlt ezer év folyamán egy rendbéli elutazott egy Toa tartályban Mata Nui szigetére, hogy helyzetjelentést adjon a Rend számára. Ott Teridax Makuta végzett vele, aki egyszerű betolakodónak tartotta. Mivel a Rend tag nem közölt így se rossz, se jó híreket a Rendnek, azok többet nem is foglalkoztak Mata Nui szigetével. Pedig a szigeten Metru Nui matorán népét tartották rettegésben Teridax bestiái, és idővel óriási jelentőségű történések helyszínévé vált. A halott tag tartályát később Vezon használta, hogy Voya Nuira utazzon benne.
- Hydraxon – A Verem börtönőre, aki a Nagy Kataklizma során legyengült, és az egyik rab, az amúgy gyengébb Takadox ölte meg. Ezer évvel később az Élet Maszkja egy matoránt, Mahri Nui egykori városának lakóját, Dekart változtatta át Hydraxon képmásává. Az új Hydraxon az eredeti mindegyik képességével és emlékével rendelkezik, és valódi börtönőrnek hiszi magát. Dekar személyisége elnyomva maradt az agya mélyén. Jelenleg a Verem vizeit járja, hogy felkutassa és bezárja az ezer éve kiszabadult rabokat. A Rend nem tartja őt tagnak, de mivel a hamis Hydraxon szorgalmasan végzi a dolgát, nem is világosítják őt fel a válóságról.
- Egy Mahri Nuit figyelő ügynök, akivel a Rend elvesztette a kapcsolatot. Már halott.

### Följebb álló lények
Nagy Lények (Great Beings):
A Nagy Lények voltak azok, akik megteremtették a matorán univerzumot, az istenek megfelelőinek is lehetne őket tekinteni. Az igazság azonban az, hogy tudósok, akiket nem korlátoznak erkölcsi szabályok. Bolygójuk, az egykori Spherus Magna magja volt eredetileg az energizált v. stimulált protodermisz forrása. Miután az anyag a felszínre tört, a bolygó lakói háborúskodni kezdtek fölötte, és hamar az egész bolygó a rombolás martalékává lett. A háborút megállítandó, a Nagy Lények alakváltó harcigépeken kezdtek dolgozni, melyeket arra programoztak, hogy minden harcossal végezzenek. Ám ekkora már túlságosan elfajult a háború, s a bolygó darabokra hullott, ez volt a Széttörés. A gépek (kiket később „baterrá”-nak neveztek el) azon a bolygótöredéken rekedtek, melyből Bara Magna bolygója vált. A Nagy Lények egy rejtett laboratóriuma is ama bolygón található.
A Nagy Szellemet, Mata Nuit is ők hozatták létre. Spherus Magna (és később Bara Magna) lakóiról, az Agori falusiakról mintázták a matorán népet, akiket Mata Nui építésére küldtek. Az első Toa és Rahi vadállatok megszületése is nekik köszönhető, akárcsak Metru Nui városa alapjainak lefektetése.
Eddig legalább négy Nagy Lényről tudunk. Miután az Ignika Kanohit, az Élet Maszkját megfaragták, egy védelmet nyújtó ládába helyezték. Egyikük túl kíváncsi volt, és hozzáért a maszkhoz. A maszk, azt képzelve, hogy örömet okoz vele, a Nagy Lénybe öntötte az energiáit. Ettől minden, amihez az a Nagy Lény hozzáért, életre kelt. Emiatt el kellett őt zárni.
Két másik Nagy Lény ellátogatott aztán a matorán univerzumba Mata Nuiba, hogy oda rejtsék el a maszkot. Az Élet Maszkjának egy célja volt: hogy életerőt adjon a Nagy Szellemnek, ha szüksége volt rá. Hosszú, lépcsőkkel ellátott alagútrendszert ástak a kiválasztott helyen, és annak mélyére helyezték a maszkot. Az utat csapdákkal és kihívásokkal szórták meg. Utazásukat egyik matorán sem érzékelte, mivel egyfajta elrejtő köpönyeget viseltek.
Azt követően a Nagy Lények távoztak a matorán univerzumból, és más univerzumok felé fordították figyelmüket. Ennek betudhatóan nem voltak tudatában annak a sok zűrzavarnak, ami ott történt.
Az első Nagy Lény, kinek a nevét is ismerjük, Angonce. Ő az Agorikat vizsgálta, és egy monda szerint egyszer egy nőnemű Skrall hatalmát olyan magasságokba emelte, hogy faját túllépve egy újfajta szintrére lépett a hatalomnak. A többi női Skrall, vagyis a Skrall Nővérei csoport tagjai azóta is keresik Angonce-t, hogy hasonló erőhöz jussanak.
A Bionicle alternatív univerzumai közt van egy olyan, ahol a Széttörés nem történt meg. Itt a Nagy Lények egyfajta tanácsként kormányoznak. Az eredeti univerzumból odakerült, Vultraz árnyékmatoránt ők tartják fogva, hogy kísérleteket folytassanak az idegen világból jött gonosztevőn.
A Great Beings kifejezésnek mellesleg több magyar fordítása is ismert. Legelőször a Makuta bosszúja című könyvben tesznek rájuk utalást, ahol „Nagy Létezők”-nek fordítják a nevet. A Bionicle hivatalos weboldalán elérhető Glatorian Arena II internetes játékban „Nagyszerű Lények” a nevük, míg a BIONICLE: A legenda újjászületik című filmben „Óriás Lények”-nek, vagy egyszerűen „Óriások”-nak fordítják őket. A Lengyelországból származó Glatorian magazinokban a „Nagy Lények” kifejezést használják, akárcsak a rajongói fordításokban.

### Matorán, Toa, Turaga
A matoránok Bionicle univerzumának legfőbb lakosai. A legelső megteremtett lény is egy matorán volt, pontosabban egy av-matorán, azaz fény elemű. Ezeket még a Nagy Lények prototípusoknak szánták, így számos olyan tulajdonsággal is rendelkeznek, amivel a későbbi matoránok már nem.
A faj célja eredetileg az volt, hogy felépítse az univerzum városait, falvait, mint például Metru Nuit vagy Artakha szigetének településeit, valamint hogy benépesítse azokat. Nem szabad azonban azt hinni, hogy minden kontinensen és szigeten él matorán, sem azt, hogy mindenütt ők bírnak a legnagyobb befolyással.
Egyedül matoránból lehet Toa. A kiválasztott matoránokban lakozik egyfajta energia, amit ha aktiválnak, átalakítja őket Toává, azaz nagy erejű hőssé. A Toából aztán, miután beteljesítette sorsát és úgy döntött, hogy feláldozza a hatalmát, Turaga lesz. Közvetlenül matoránból nem lehet Turaga. Ellenben vannak olyan Toák is, akik sosem voltak matoránok, ilyenek a Nuva Toák és az első Toa, Helryx.
A különböző területen élő matorán lakosok különböző viselkedésformákat mutatnak. Egyesek kizárólag a feltaláláshoz, építéshez értenek (például Nynrah szigetének mesterei). Metru Nui lakosai számtalan feladatot láttak el, és a technikai vívmányokra hagyatkoztak, ám a Nagy Kataklizma után el kellett hagyniuk a romba dűlt várost. Az univerzum peremén kívül elhelyezkedő Mata Nui szigetén megtanulták, hogyan kell a vadonban élni, és szoros közösséggé kovácsolódtak, mielőtt újból benépesíthették volna Metru Nuit. Voya Nui egykori szigetének népe is a szélsőséges természeti viszonyoknak köszönheti, hogy megerősödött. Egyes matoránok pedig nem is laknak sehol, bűnözőként vagy felbérelhető munkásként járják az univerzumot.
Élettartamuk akár több tízezer, netán százezer év is lehet. Eddig nincs tudomásunk végelgyengülésben elhunyt matoránról. Egyesek a sorsuk miatt hamar életüket vesztik, például azok a fény elemű matoránok, akikből a Bohrok gépezetek születtek.
Rendszerint a színük alapján különböztetjük meg őket. Ez alól ismét csak a fény matoránok a kivételek, mivel ők képesek megváltoztatni a testükről visszaverődő fény színét.

#### Képességek, jellegzetességek
A matoránok rendszerint alacsony termetű lények. Habár képesek nagyobb alkatrészeket szerelni magukra, általában nincs meg a kellő izomerejük, hogy ezeket rendesen mozgatni tudják. Erő nélküli maszkokat viselnek, amelyet ha elvesztenek, hamar kómaszerű állapotba kerülnek. Hordhatnak erővel rendelkező maszkokat is, de nincs meg a mentális erejük, hogy ezeket használni tudják.
Számos olyan eset ismert, amikor bizonyos matoránoknak megváltozott a testük. Metru Nui népe, miután hosszú időt töltött el tartályokba zárva, ezen tartályok hatásara legyengült és összezsugorodott. Azóta erősebb testeket építettek maguknak. Azok a matoránok, akik Voya Nui szigetére kerültek, súlyos testi fogyatékosságokkal bírtak, hála Karzahni beavatkozásainak – aki ugyanis nem volt képes kellően erősre építeni őket. Azok pedig, akik a Verem körüli tenger mutagénes vizébe kerültek közülük, visszaváltoztak eredeti alakjukba, így magasabbak, erősebbek társaiknál. Karda Nui av-matorán népe egy különleges eset. Az ő testfelépítésük alapból különbözik a többi matoránétól, hiszen ők voltak fajuk első példányai. A Karda Nuiból sugárzó intenzív fény hatására pedig az idők során megnagyobbodtak.
Hitüket Mata Nuiba, a Nagy Szellembe fektetik, és az általa kiszabott három erényt, az egységet, kötelességet és a végzetet követik. Jóságos nép, persze ritkán előfordul, hogy önmaguk érdekében vagy idegen behatásra gonosszá válnak. A leghírhedtebb rosszindulatú matorán Ahkmou, egy po-matorán, aki megpróbálta elárulni Metru Nui városát, s később fertőzött labdákat árult Mata Nui szigetén. Vultraz egy rossz útra tért ta-matorán, aki képes volt egy egész falut lemészárolni egy értéktárgy megszerzéséért. Sajnos matoránok gyakran esnek áldozatául a különféle harcoknak és háborúknak. Más fajok sokszor tekintik őket gyengéknek, néha már fel sem tűnik nekik a szenvedésük.

#### Népek, népcsoportok
Metru Nui népe: Metru Nui alighanem a Bionicle univerzum leghíresebb és legjelentősebb városa, akár az univerzum agyának is mondhatnánk, lévén az univerzum legészakibb szigete, Mata Nui testének a fejében helyezkedik el. Hat régióra osztható: Ta-Metru, Ga-Metru, Po-Metru, Onu-Metru, Ko-Metru és Le-Metru. Mindegyikben másfajta matorán él:
Ta-matorán: A tűz elemű matoránok, így képesek ellenállni a forróságnak, a tűznek azonban már nem. Legfőbb erényük a kötelesség, nagyra értékelik a bátorságot és erőt. Fizikai munkát végeznek, öntödékben dolgoznak, maszkokat készítenek. Mata Nui szigetén harcosok voltak. Általában a piros vagy sárga, esetleg fekete valamelyik árnyalatát hordják.
Ga-matorán: A víz elemét képviselik, egytől egyik nőneműek. Sokat foglalkoznak tanulással, tanítással. Legfőbb erényük az egység, nagyra becsülik a tisztaságot és a gyorsaságot. Színük rendszerint kék.
Le-matorán: Levegő elemű matoránok. Mozgékonyak, fürgék, szeretnek viccelődni. Foglalkozásuk a gépekhez és a közlekedéshez kötődik, kedvelik a muzsikát. Metru Nui le-matorán népe egy külön nyelvezetet használ, ami miatt néha nehéz megérteni beszédüket. Az egység és a kötelesség a legfontosabb erényük, valamint a pontosság és a hit. Zöld színűek.
Onu-matorán: A föld elem matorán képviselői. Szeretnek a föld alatt maradni, és a múltba, a történelembe merülni. Általában nehezen jönnek ki a jég eleműekkel, akik velük ellentétben a jövőt fürkészik. Mata Nuin bányászok voltak, Metru Nuin inkább levéltárosok. Híres múzeumuk az Archívum, amely a felszín alatt szinte elképesztő mértékben terjedt ki a város különböző részei alá. Rendszerint feketék és szürkék, de előfordul köztük élénk narancs, sőt lila színű is. Fő erényük a kötelesség és végzet, fontos számukra a jólét és az erő, az állóképesség.
Ko-matorán: Jég eleműek. Mata Nuin vadászok és látnokok voltak, Metru Nuin kizárólag szellemi munkát végeztek. A jövőt próbálták megjósolni a csillagok alapján. Nagyra értékelik a csöndet és nyugalmat, szótlanságuk néha zavarja a többi matoránt. Olykor egyenesen ellenségesen bánnak fajuk többi tagjával, bár ismeretes, hogy a víz elemű matorán tanároktól gyakran kérnek segítséget kutatásaikhoz. Legfontosabb erényük a végzet, a békességet és akaraterőt hirdetik. Fehérek, szürkék és kékesek, feketések is lehetnek.
Po-matorán: A kő elemének népe. Mind Mata Nuin, mind Metru Nuin sivatagi környezetben dolgoztak. Ügyes sportolók, és rengeteg időt töltenek szobrászkodással és farigcsálással. Gyűlölik a vizet. A három erény közül az egység és a kötelesség a legfontosabb a számukra. Az alkotás alapelve és a stratégia képessége is fontos nekik. Színük sokféle lehet, általában a barna különböző árnyalatai, néha feketések vagy sárgák.
Természetesen más földeken is honos a hat főbb matorán fajta, és nem feltétlenül olyan a viselkedésük, mint Metru Nui népének. A városban mellettük élnek fény-matoránok is.
A Déli Kontinens népe: Az úgynevezett Déli Kontinens (más néven a Bionicle Főkontinens) egy hatalmas földrész az univerzum déli részén. Megszámlálhatatlan nép élhet itt. Az itteni matoránok egy része azért különleges, mert sokkal gyengébbek és torzabbak a megszokottnál. Egykor rossz munkások voltak, sérülések vagy egyéb okok miatt, ezért a vezetőik a Karzahninak nevezett helyre küldték őket. Ott az uralkodó, Karzahni, megpróbálta meggyógyítani, megjavítani őket – sikertelenül. Mivel ügyetlen volt, nem tudott megfelelő testet építeni a matoránoknak, ezért kompenzálás gyanánt fegyverekkel látta el, aztán a Főkontinensre szállította őket, minél messzebbre, hogy ne is emlékezzen rájuk. Ezen matoránok egy része Voya Nuin kötött ki, a Déli Kontinens egyik területén. A Nagy Kataklizma során Voya Nui „kiszakadt” a helyéről, és a magasba röpült, az univerzumon kívülre. Itt a matoránnak vezető nélkül kellett boldogulnia, megerősödtek. A szigeten összegyülemlett hordalékra aztán Mahri Nui városát építették, mely később a tengerbe süllyedt. Akik ebben a városban éltek, a mutáló hatású tengervíznek köszönhetően visszaváltoztak eredeti, erősebb alakjukba.
Mostanra Mahri Nui megsemmisült, Voya Nui pedig többé nem egy külön sziget, hanem ismét a Főkontinens része. Mivel innen nem ismerünk annyi matoránt, mint Metru Nuiból, nincs indokolva, hogy miért ne lehetne mindet felsorolni.
Ta-matorán: Balta, egy feltaláló; Dezalk; Sarda, aki a Mahri Nui körüli vizekben mutálódott, így visszamaradt, s a tengerben él; két megnevezetlen ta-matorán: egy keszonbetegségben elhunyt, és a Mahri Nui-béli Matorán Gyűlés egyik résztvevője.
Ga-matorán: Dalu, egy különösen harcias nőszemély; Kyrehx, Mahri Nui egykori lakosa; Idris, szintén mutálódott, de nem maradt ott Sardával, hanem csatlakozott a népéhez.
Le-matorán: Piruk, félénk felderítő; Defilak, Mahri Nui egykori lakosa; Vican, egy matorán, kit a Makuták árnyék matoránná változtattak és mutánssá alakították, de aztán hála a Klakk nevű állat által kibocsátott hanghullámoknak, visszaváltozott jóságos levegő matoránná; egy megnevezetlen le-matorán, aki egy új találmány tesztelése közben meghalt.
Onu-matorán: Garan, vezéregyéniség; Gar, Defilak legjobb barátja; Reysa, Mahri Nui egykori lakosa, akit tengeri rémek öltek meg.
Ko-matorán: Kazi, realista, cinikus egyén.
Po-matorán: Velika, hóbortos feltaláló, aki talányokban beszél; Dekar, akit az Élet Maszkja Hydraxonná változtatott, kinek a testében szinte teljesen elveszett korábbi énje; két ismeretlen po-matorán: egy, aki részt vett egy Matorán Gyűlésen, és egy másik, aki sziklákat gyűjtött a tengerfenékről.
Egyebek: Egy megnevezetlen matorán, aki, amikor a Pirakák az antidermisz segítségével szolgájukká tették, munka közben megbotlott, és a Valmai Hegy kürtőjébe zuhant.
Karda Nui: A Déli Kontinens alatti irdatlan méretű barlang az Univerzum Magja, más néven Karda Nui. Mata Nui testének szív részén helyezkedik el. Jelenleg egy matorán sem él itt, mivel folytonos energiaviharok tombolnak, amik minden élőlényt és tárgyat megsemmisítenek. Azonban amíg a viharok nem voltak jelen, a Nagy Kataklizmától kezdődően, a fény elemű matoránok népe volt itt honos, a legelső valaha megteremtett matorán törzs.
Mivel a legelső matoránok voltak, különleges tulajdonságokkal, sajátságokkal bírnak. Van köztük egyszerre nő- és férfinemű matorán, ellenben a többi, teljesen egynemű törzzsel. Korlátozott elemi képességekkel is bírnak, amiket csak akkor tudnak használni, ha egy Toával érintkeznek.
Amikor a Makuták egy osztaga megszállta Karda Nuit, a lakosság nagy részét az árnyékpiócák segítségével gonosz árnyék matoránná változtatták. Őket később mutálták is, így teljesen torz, szörnyszerű külsejük van. A Klakk nevű vadállat különleges sikolya feltörte azt a láthatatlan pajzsot, ami megakadályozta, hogy visszatérjen beléjük a fény, így szerencsére mindannyian visszaváltoztak jóságossá. Mutáns testük azonban megmaradt.
Egyes av-matoránoknak nagyon bizarr a sorsuk: sokkal hamarabb elhaláloznak társaiknál, elveszítik a lelküket és szerveiket, teljesen géppé alakulnak, majd ismeretlen erők elteleportálják őket. Belőlük lesznek a Bohrokok, rovarszerű mechanikus szerkezetek, akiknek egyetlen célja, hogy mindent elpusztítsanak Mata Nui szigetén. A Nuva Toák sokkolva döbbentek rá, hogy a megannyi Bohrok, amellyel ők harcoltak, akiket annyira gyűlöltek, egykoron épp azok közé tartoztak, akiket ők meg akartak védeni.
Av-matorán:
- Photok, narancs színű fény matorán, Radiak egykori barátja, Pohatu Nuvával társult. Vele csatlakozva képes akár fénysebességgel is száguldani, bár rendszerint lassabb tempót választ.
- Solek, fehér színű, és alighanem a Nuva Toák legnagyobb rajongója, szinte többet tud róluk, mint ők maguk. Kopakával társult, akihez ha hozzáért, gyönge elemi erejével képes volt szilárd fénytárgyakat létrehozni.
- Tanma, zöld színű av-matorán, falvának utolsó megmaradt lakosa volt a Makuta megszállás alatt. Lewa Nuvával társult, és képes volt fénylövedékekkel feltölteni a Midak églövőjét.
- Öt megnevezetlen másik av-matorán.
- Akiket árnyék eleművé tettek, majd a Klakk visszaváltoztatott:
  - Radiak, négylábú mutánssá alakított, piros színű av-matorán, aki az Antroz nevű Makutával társult.
  - Gavla, nőnemű, kék színű av-matorán. Már jóságos korában sem kedvelték, így kimondottan örült, amikor árny matoránná változott. Vamprah Makutával társult, és az árnyék matoránok vezére volt. Nem akart visszaváltozni ismét jóságos, fény matoránná, mert úgy érezte, az árnyékhoz tartozik. Habár ismét jóságos, nem mondhatni, hogy boldogan éli újra egykori életét.
  - Kirop, az av-matoránok régi vezére, fekete színű. A Makuta megszállás alatt Chirox Makuta társa volt. Alig tudta elkerülni, hogy megöljék őt, amikor tudtán kívül felfedte a Makuták egyik titkos rejtekét.
- Tizenhárom megnevezetlen av-matorán, akik három Nuva Toa, Tahu, Gali és Onua szeme láttára változtak át Bohrokká.
- Egy ismeretlen árny matoránt Mutran Makuta bedobott egy Rahi-termető katlanba, ahol összenőtt a fejlődésben lévő lénnyel, és egy Rahi-matorán hibriddé alakult.

Az Északi Kontinens lakosai:
Artakha szigetének matoránjai
Egyebek

### Besorolhatatlanok
Számos olyan Bionicle karakter létezik, akit egyik frakcióba sem lehet csoportosítani az egyedülállósága miatt.
Tren Krom:
A „Tren Krom” név még 2001-ben, a Bionicle első évében is feltűnt. Ekkor Mata Nui szigetének egyik felszíni képződményét, a Tren Krom-hasadékot nevezte meg. 2008-ban derült fény a Tren Krom-félsziget létezésére, amely egykor a Gorast nevű Makuta területe volt. Ám él egy Tren Krom nevet viselő élőlény is, és az említett helyek róla kapták a nevüket. Először egy 2008-as web-sorozatban tűnt föl, és további szereplésére is azokban kerül sor.
Tren Krom egy egyedülálló, teljesen organikus lény. Idősebb Artakhánál, Karzahninál, sőt még a Nagy Szellemnél, Mata Nuinál is. A hatalma megközelíti a Nagy Szellem erejét. Számtalan mendemonda említi, és az univerzum legtöbb lénye nem hisz a létezésében. Nagyon kevés szereplőnek volt „szerencséje” találkozni vele. Tren Krom se nem rossz, se nem jó, ősinek, primitívnek lehetne mondani.
Eredeti feladata az volt, hogy az univerzumot és a helyes működését felügyelje, még mielőtt megszületett volna a Nagy Szellem. Hozzáférése is volt minden tudáshoz és hatalomhoz, hogy ezt megtehesse, és ezen képességeit máig gyakorolni tudja, így képes szinte képtelen dolgok megtételére. Amikor a Nagy Szellem, Mata Nui végül világra jött, Tren Kromra nem volt többé szükség, sorsa beteljesült, így egy távoli, majdnem elérhetetlen vidékre helyezték. Primitív „vadsága” révén nem neheztelt Mata Nuira szerepe átvétele miatt (ellentétben a későbbi Makutákkal). Tren Krom elszigetelten élt a világtól, e miatt ha néha-néha feltűnt egy jövevény szigetjének partján, akár erőszakos módszereket is bevetett, hogy elméjükbe betekintve értesüljön a világ aktuális eseményeiről. Érdekes, hogy erre mind a BZPower rajongói oldal egyik tagja jött rá egyedül, és Greg Farshtey is megdicsérte érte.

Tren Krom kinézetét a Mutran nevű Makuta a következőképpen jellemezte naplójában (rajongói fordítás): 
„Visszaemlékezve is csak egy skarlátvörös összevisszaságot látok, melynek arca nem egy arc, csápjain apró, kihegyezett kampók futnak végig, szemei nem is többek merő mélyedéseknél a kocsonyás koponyájában, és a hangja… óh, attól még Teridax Makuta is dallamos hangú énekesnek hangzott.”
Amikor a rajongók Greg Farshtey-t Tren Krom kinézetéről kérdezték, ő azt válaszolta, hogy ha részletesen elmondaná, valószínűleg megőrülnénk.
Tren Krom karaktere voltaképp tisztelgés Howard Phillips Lovecraft előtt, és az ő „Cthulhu” lényére alapozták. Aki ránéz, megörül, és Mutran elmeállapotán sem segített sokat a vele való találkozás. Ám amikor Tren Krom megragadta Mutrant és az elméjébe tekintett, a Makuta szintúgy látta a lény gondolatait is. Tren Krom hatalmas tudással rendelkezik a világról, tudja, hogyan és hogy miért működik az univerzum. Mutran ezt az információt – pontosabban amennyit értelmezni tudott – átadta Teridaxnak, és így kulcsfontosságú elemévé vált Mata Nui megdöntésének. Teridax eltanult más képességeket is Mutran információiból; Tren Krom képes sziklafalakat kiemelni a földből, Teridax pedig egy alkalommal protodermisz oszlopokat emelt ki az Ezüst Tengerből.
Tren Krom egy elhagyatott, nagyon ritkán látogatott sziget barlangjában él. Mata Nui Rendjének Trinuma nevű tagja erre a szigetre rejtette a Brutaka csapatjának szánt fegyvereket, miután egyik társát megölte egy Makuta, és menekülnie kellett. A csapat el is érkezett a szigetre, és szert tettek a fegyverekre. Spiriah, a csapat Makuta tagja döbbent rá elsőként arra, hogy hol vannak, és a többieknek is furcsa érzésük volt a szigettel kapcsolatban. Tren Krom égbe nyúló kőfalakat emelt a földből, hogy fogságba ejtse a csapatot. Még Spiriah sem tudott átrepülni felette, mert a falból kődárdák törtek elő. Egyik csápjával megragadta Brutakát, miután az Mata Nui Rendjének hatalmával fenyegetőzött. Mihelyst Brutaka meglátta magát a lényt, minden szellemi erejére szüksége volt, hogy megőrizze épeszűségét. Tren Krom meg akarta tőlük tudni, hogyan változott az univerzuma az elmúlt 100 ezer év során. Át akarta vizsgálni az elméjüket, de figyelmeztette őket, hogy a folyamat során el is veszthetik eszüket. Mivel Brutaka elméjét mentális pajzs védte, Tren Krom Lariska, a Sötét Vadász fejébe nézett bele, és az ott látottaktól elborzadt. Az általa ismert univerzum teljesen megváltozott. Elüldözte őket, nem akart többet megtudni az univerzumról:
„Világra segítettem egy rend uralta világot. De mit láttam a nőstény agyában… az őrület és félelem univerzumává változtattátok. Nem érdemes már megmenteni. De ti és a fajtátok pont ilyen világot érdemeltek. […] Menjetek! Szökjetek meg börtönömből… vigyétek az emlékeiteket és terveiteket… mert az elmétekben megbúvó borzalmak már így is rosszabbak mindennél, amivel én büntethetnélek. Sorsotoknak ítéllek – annak az életnek, amelyet a fajtátok hozott az univerzumba.”
Miközben Tren Krom Brutakát szorongatta, Carapar félrevonult, hogy pallosával ledöfje a szörnyeteget. Tren Krom előtt nem maradt rejtve szándéka, és egy új, harmadik szeme nyílt testének oldalán. Abból sugár lőtt ki Caraparra, csak csillámló port hagyva hátra a Barrakiból. Így ő lett az első és egyetlen Barraki, aki valamilyen módon végleg elhunyt.
Maxilos:
Fegyver: kétpengéjű fekete tűzkard; vállra szerelt Cordak forgótáras fegyver
KEDVENC MONDATA:Carapar, te egy Brakas majom tudatlan ivadéka vagy. Még az ujjaiddal sem tudnál csettinteni segítség nélkül … már ha lennének ujjaid.
A Verem robot védője felett a gonosz Makuta, az árnyak mestere vette át a hatalmat. De vajon ő a Toa Mahri ellensége … vagy egyetlen reménye a győzelemre?
Maxilos egy verembeli őrrobot egyike akit Artakha épített. a feladatuk a verem rabjai fölött őrködni. Maxilost a test nélküli Teridax szállt meg, és benne tevékenykedett a veremben töltött ideje alatt. Mára már javíthatatlanul tönkrement.
Hydraxon:
Fegyver: robbanó bumerángok, csuklókések, Cordak fegyver
KEDVENC MONDATA: Az, hogy ki vagyok, az én dolgom. A tied pedig az, hogy elkotródj az utamból.
Az eredeti Hydraxon, a Verem börtönőre, régóta halott De az Élet Maszkja egy új Hydraxont teremtett egy Matoran harcosból. A fegyverek tapasztalt mestere azóta portyázik a tengerek mélyén és abban reménykedik, hogy újra elfoghatja a szökött Barrakikat.
Gadunka:
Fegyverek: Cordak forgótáras fegyver
Természetes eszközei: karmok és fogak
Egykoron csupán egy pár centi hosszú tengeri teremtmény volt. Később az Élet Maszkjával került véletlenül érintkezésbe, ami hatalmas, barbár teremtménnyé tette, mint amilyen most is. Gadunka számára mindenki más ellenség, aki él és létezik.

### Toa
A Toa a Bionicle univerzum legismertebb jóságos csoportja, olyan Hösök, kiknek feladata a matorán népesség megvédése a gonosz erők ellen. Nevük is erre utal, mely durván lefordítva hőst jelent. Hőstetteiket a nyilvánosság előtt végrehajtva nyerik el védenceik bizalmát, szeretetét. Sőt, maga a „Toa” szó is hőst jelent matorán nyelven.
A Toák elemi erőkkel rendelkeznek, amely azt jelenti, hogy mindegyikük képes egy bizonyos elem (tűz, víz, jég, föld, kő és levegő) fölött uralkodni. Ezeket az energiákat szerszámokon és fegyvereken keresztül vezetik a külvilágba vagy ellenség felé, de képesek kezükön át is kifejteni őket.
Emellett minden Toa visel egy Nagy Kanohi Maszkot is, amelyek különféle erőkkel ruházzák fel a viselőjüket. A Toák tiszteletére emelhetnek Suvákat (szentélyeket), ahol összegyűjtött maszkjaikat tartják. A Toa, ha a Suvája hatótávolságon belül van, képes az arcán lévő maszkot egy, a Suván lévőre cserélni. Ilyenkor a két Kanohi maszk elhalványodik, és teleportációval helyet cserél. Ám maszkjaikat nem muszáj egy szentély biztonságába helyezni, ugyanis képesek egyszerre több maszkot is arcukon hordani és ezeket is akaratuk szerint tudják váltogatni.

## Maszkok (Kanohi)
A Kanohi szó matorán nyelven maszkot jelent. Az első maszkokat a Nagy Lények alkották meg a matoránok számára, majd Mata Nui, a Nagy Szellem megtanította őket, hogyan készíthetik el maguk a maszkjaikat. Ezt azonban nem kell szó szerint venni, valószínűbb, hogy ez csak egy legenda vagy tévhit, mivel Mata Nui nem avatkozik be közvetlenül mások életébe. A matorán fajnak a maszkok roppant fontosak, nélkülük ugyanis kómába esnek, s hosszú idő után meg is halhatnak. A Toa és a Turaga velük szemben csak gyöngébb lesz. A Kanohi Maszkokat Metru Nuiban Kanoka Korongokból készítik. Másutt más módszereket ismernek. A Makuták maszkjait pedig Artakha készítette, ezeknek általában sötétebb erejük van, és a nemesebb lelkűek nem szívesen viselik őket.
A maszkoknak több fajtája létezik: a matoránok viselte erő nélküli maszkok; a Nemes Maszkok, melyeket a Turagák hordanak; a Toák és más, erősebb lények által viselt Nagy Maszkok. A Nagy Maszkok között vannak úgynevezett elemi maszkok is, amelyek egy bizonyos elemi erőt rejtenek magukban – ez lényegében azt jelenti, hogy a viselője egyszerre irányíthatja a saját elemi erejét, ha van neki, és a maszkét is. A Nuva Maszkok a Nagy Maszkok továbbfejlesztett, hatalmasabb változatai, amelyek képesek másokkal is megosztani erejüket. Vannak Arany Maszkok is, melyek rendelkeztek a hat Mata Toa hordta Nagy Maszkok erejével. Ezekből az arany maszkokból jött létre a hat eredeti Nuva Maszk is, amint viselőikkel együtt energizált protodermiszbe estek.
A nagy erejű maszkok másik csoportja a Legendás Maszkoké. Ilyenek az Idő Maszkja és az Élet Maszkja.
Nagy Kanohi Maszkok
- Akaku Kanohi – az Átlátás Maszkja: A birtoklója képes átlátni a tárgyakon és ráközelíteni a tárgyakra. Kopaka viselte. Nuva változatát Kopaka Nuva viseli.
- Hau Kanohi – a Védelem Maszkja: A birtoklója elé egy erős pajzsot állít. A hátbatámadás ellen nem jó. Ez a maszk egyben a Nagy Szellem, Mata Nui jelképe is. Tahu viselte. Nuva változatát Tahu Nuva hordja. Nemes változatát Lhikan Turaga hordta, majd az ő halálát követően Jaller matoránra került. Miután a Karzahniba tett útja során elrabolták tőle, a maszk egy ideig gazda nélkül maradt. S mikor Gali Nuva egy küzdelem során elpusztította Karzahni birodalmát egy árvízzel, Tahu Nuva mentette ki a vízből a maszkot, Lhikan tiszteletére.
- Kakama Kanohi – a Gyorsaság Maszkja: A birtoklója elképesztő sebességgel képes mozogni. Pohatu viselte. Nuva változatát Pohatu Nuva viseli. A maszk erejével felruházva a viselő, saját atomjainak gyors rezegtetésével képes szilárd akadályokon is áthaladni.
- Kaukau Kanohi – a Vízlégzés Maszkja: A birtoklója képes a víz alatt lélegezni. Gali viselte. Nuva verzióját Gali Nuva viseli.
- Miru Kanohi – a Lebegés Maszkja: A birtoklója képes a levegőben repülni, de csak függőleges irányban. Lewa viselte. Nuva változata Lewa Nuva arcát ékesíti.
- Pakari Kanohi – az Erő (fizikai erő) Maszkja: A birtoklója nagy erőre tesz szert. Onua viselte. Nuva változatát Onua Nuva hordja.

A Nuva Kanohi maszkok a fent említett hat Kanohi maszk továbbfejlett változatai. Mikor a Mata Toa átalakult az energizált protodermisztől, a maszkjaik is megváltoztak. Átalakulásukkor egy-egy maszkot viseltek hatan, a többi Nuva Kanohi Artakha szigetéről lett Mata Nuira juttatva. Sokkal nagyobbak mind erőben, mind méretben. A szintén átalakult Nuva Toa viseli őket. Kivételt képez itt Tahu Nuva, kinek hat Nuva maszkjából öt megsemmisült Ta-Koro falvának elpusztulásakor.
- Huna Kanohi – a Láthatatlanság Maszkja: A viselője láthatatlanná tud válni. Vakama Toa viselte. Nemes változatát most Vakama Turaga hordja.
- Komau Kanohi – az Akaratátvitel Maszkja: A viselője képes rávenni másokat, hogy teljesítse az akaratát. Onewa Toa viselte. Nemes változatát most Onewa Turaga hordja.
- Mahiki Kanohi – az Illúziók Maszkja: A viselője képes illúziókat teremteni, vagy más alakban feltüntetni magát. Matau Toa viselte. Nemes változatát most Matau Turaga hordja.
- Matatu Kanohi – a Telekinézis Maszkja: A viselője képes tárgyakat mozgatni az akaratával. Nuju Toa viselte. Nuju Turaga a Nemes változatot viseli.
- Rau Kanohi – a Fordítás Maszkja: A viselője képes megérteni, lefordítani az ősi, idegen és elfeledett nyelveket, jeleket és rúnákat. Nokama Toa viselte. Turagaként Nokama a maszk Nemes verzióját hordja.
- Ruru Kanohi – az Éjlátás Maszkja: A viselője képes a sötétben is látni, fényt sugározni, amely akár szilárd tárgyakon is átvilágít. Whenua Toa viselte. Nemes változatát Whenua Turaga hordja.
- Arthron Kanohi – a Szonár Maszkja: Viselője hanghullámokkal képes tájékozódni. Jaller Mahri viseli.
- Faxon Kanohi – a Hasonlóság Maszkja: A viselője képes lemásolni egy, a vele egy környezetben (vízben, földön, levegőben) lévő Rahi állat erejét. Hahli Mahri és Lesovikk Toa viseli.
- Zatth Kanohi – az Idézés Maszkja: A viselő különféle rahikat idézhet meg. Ám sajnálatos módon nem határozhatja meg pontosan mit jelenít meg. Kongu Mahri viseli.
- Tryna Kanohi – a Feltámasztás Maszkja: Viselője képes a holtak maradványaiba életet önteni, és feléleszteni a holttesteket. Ezek a „zombik” azonban egyszerű bábok, hiszen öntudattal nem rendelkeznek. Matoro Mahri viselt, és nem örült neki, ugyanis ez a különleges erő megrémítette őt. Amikor Matoro életét feláldozta Mata Nuiért, és energiává változott, a maszkja is hasonlóképp energiává alakult.
- Garai Kanohi – a Gravitáció Maszkja: Egy elemi maszk, a viselője képes befolyásolni a gravitációt. Hewkii Mahri viseli.
- Volitak Kanohi – a Lopakodás Maszkja: Viselője képes átlátszó, árnyszerű alakban, nesztelenül osonni. A már halott Nidhiki viselte még Toa korában, élő viselői jelenleg Nuparu Mahri Chiara Toa.
- Avohkii Kanohi – a Fény Maszkja: Elemi maszk, viselője rendelkezik a fény erejével, képes békét teremteni. Takanuva viseli.
- Kraahkan Kanohi – az Árnyak Maszkja: Elemi maszk, képes barátokat egymás ellen fordítani, félelmet sugározni másokba, és betekintést biztosít viselője számára mások sötét gondolataiba. Teridax, Metru Nui Makutája viselte, s alakváltoztatásaival együtt a maszk is alakot váltott. Most, hogy Teridaxnak nincs saját teste, Icarax hordja számára. Mára mindketten halottak.
- Rua Kanohi – a Bölcsesség Maszkja: a Lebegés, Átlátás és Vízlégzés egyesített maszkja. Wairuha Toa Kaita viselte, aki Lewa, Kopaka és Gali egyesüléséből jött létre. Mivel ők immár Nuva Toák, ha egyesülnek, Wairuha is Nuva formában jelenik meg, s így maszkja is Nuva változat.
- Aki Kanohi – a Bátorság Maszkja: a Védelem, Erő és Gyorsaság egyesített maszkja. Akamai Toa Kaita viselte, aki Tahu, Onua és Pohatu egyesüléséből jött létre. Mivel ők már Nuva Toák, ha újból egyesülnek, Akamai is Nuva formában jelenik meg, így a maszkja is Nuva változatú lesz. Ez idáig Akamai Nuva nem szerepelt a történetben.
- Kualsi Kanohi – a Gyors-Utazás Maszkja: Viselője képes egy, a látóterében lévő pontra teleportálni. Iruini Hagah Toa viselte és viseli újból. A maszkot egy régebbi hős maszkjának alakjáról mintázták.
- Pehkui Kanohi – a Kicsinyítés Maszkja: Viselője képes legfejlebb hat hüvelykes méretre zsugorodni. Norik Hagah Toa viselte és viseli újból. A maszk alakja egy régi hős maszkját mintázza.
- A Látnokság maszkja – Viselője képes a jövőbe látni. Gaaki Hagah Toa viselte és viseli újból.
- Rode Kanohi – az Igazság Maszkja: Viselőjét nem lehet átejteni, meglátja a rejtőző alakokat, például szellemeket, és voltaképp minden rejtett igazságot. Axonn viseli.
- Olmak Kanohi – a Dimenziókapuk Maszkja: A viselője képes dimenziókapukat kinyitni, melyek abba a dimenzióba vagy helyre vezetnek, ahova a viselője el akar jutni. Brutaka és Vezon viseli.
- Olisi Kanohi – az Alternatív Jövők Maszkja: Viselője képes alternatív történéseket sugározni mások agyába. A maszk úgy nézett ki, mintha négy másikból lenne összevarrva. Karzahni viselte, de miután a Verembéli víz mutáló hatása miatt mutánssá vált, a maszk összenőtt a fejével. Még mindig működik, de új alakja miatt sokkal inkább hasonlít egy hüllőfejre.
- Jutlin Kanohi – a Korrupció Maszkja: Viselője képes szétbontani, szétrohasztani az élettelen dolgokat. Az Antroz nevű Makuta hordja.[55]
- Avsa Kanohi – az Éhség Maszkja: Viselője Vamprah, aki képes ellenfeléből kedvére kiszívni a fényt, az energiát, a pozitív érzelmeket másokból.
- Shelek Kanohi – a Csönd Maszkja: Viselője képes másokat egy időre megsüketíteni vagy elnémítani. Chirox és Mutran hordja. Mutran maszkját Artidax Kanohinak, a Mutáció Maszkjának nevezték el, amikor a 2008-as Bionicle honlap felkerült az Internetre, ám hogy elkerüljék a későbbi kavarodásokat, mivel mindkét maszk ugyanúgy néz ki, kijavították Shelek Kanohira. Az Artidax név pedig visszakerült a fel nem használt nevek listájára. Az oldal magyar változatában ezidáig fennmarad ez a hiba.
- Kanohi Mohtrek – az Időkettőzés Maszkja: A viselője képes megidézni önmaga múltbéli alakjait. Ez nem okoz zavart az idősíkban, mivel a személy „önmagát” ugyanabba a pillanatba küldi vissza, ahonnan kiragadta, és az eredeti idejébe visszahelyezett más jelen idei emlékei is kitörlődnek. Az, hogy egy lény önmagának hány alakját tudja előhozni, akárcsak minden maszk esetében, a koncentrálóképeségtől függ. A Bitil nevű Makuta viseli, aki már nem rendelkezik 42 kraata erejével, de megidézheti a múltbéli alakját, amely minden Makuta képességgel bír.[56]
- Kanohi Felnas – A „Zavar” Maszkja (Mask of Disruption): A Gorast női Makuta viseli, képes vele más elemi erejét összekuszálni. A maszk erejétől a célpont hatalma megvadul, és mindenfelé lővöldözni kezd – ilyenkor minden lénynek ajánlatos arrébb húzódni
- Kanohi Crast – A Taszítás Maszkja: Krika, az egyik Makuta viseli. Ezzel képes repülni, mert nincsenek szárnyai, és elvesztette az alakváltás képességét
- Az Alkotás Maszkja: Viselője meglátja, hogy egy bizonyos tárgyat hogyan lehet elkészíteni, és mi szükséges hozzá. Csakis Artakha és Karzahni tudja, hogy valóban létezik-e a maszk. Úgy tartják, az idők kezdetén ők ketten megküzdöttek érte, és Artakha lett a győztes.
- Az Elemi Erő Kanohi Maszkja: Az a Toa, aki ezt a maszkot hordja, feltöltődik elemi energiával. A történetben eddig nem tűnt fel ez a maszk, csakis a BIONICLE – The Game játékban.
- A Fény és Sötétség Kanohi Maszkja: Mivel ez az Árnyak és a Fény Maszkjának egyesült alakja, valószínűleg mindkét maszk tulajdonságaival bír. Takutanuva viselte, addig a rövid ideig, míg létezett.
- Az Áthatolás Maszkja: A viselője képes áthatolni falakon, szilárd tárgyakon. Tuyet Toa és hasonmása viselték, utóbbi már elhunyt.
- A Lehetőségek Maszkja: A viselője képes olyan eseményeket előidézni, amelyek egyébként nem történnének meg; például képes egy olyan sziklát az ellenfelére ejteni, amely normális körülmények között nem esett volna le. Nikila Toa, a legelső Toa csapat Elektromosság Toája viselte, amíg meg nem ölték.
- A Pszichometria Maszkja: Viselője, ha megérint egy tárgyat, képes látni annak múltját, eredetét. Helryx, ez első Toa, Mata Nui Rendjének vezére viseli.

Organikus Nagy Maszkok
Ezek olyan maszkok, melyek nem fémből, hanem puha szövetből állnak. Képesek mozogni, lüktetnek és élnek. Viselőjükkel úgy kommunikálnak, hogy erős fejfájást okoznak neki. Maguktól aktiválódnak. Ezeknek a maszkoknak természetesen lehet normális, fém változatuk is, és csupán anyaguk és egyéb egyedi tulajdonságaik miatt alkotnak külön csoportot a Nagy Maszkokon belül.
- Calix Kanohi – a Sors Maszkja: Viselőjének képességeit a maximumra emeli, így képes szinte hihetetlen tettek, mozdulatok végrehajtására. Jaller Inika viselte. Ez a maszk az Élet Maszkja hatására átváltozott az Arthron Kanohivá.
- Elda Kanohi – a Detekció Maszkja: Viselője megtalálja azt, amit keres, és meglátja a testüket elhagyott szellemeket is. Hahli Inika viselte. Ebből a maszkból lett Hahli Mahri Faxon Kanohija.
- Suletu Kanohi – a Gondolatolvasás Maszkja: Viselője képes betekintést nyerni mások gondolataiba, vagy saját gondolatait közvetíteni másokba. Kongu Inika viselte, mielőtt a maszkból Zatth Kanohi lett. Ezt a maszkot a földből ásták ki, ezzel magyarázható ütött-kopott kinézete. Egy másik Toa, Krakua, a Hang Toája is ilyen maszkot hord, ám az övé rendes fém kivitelezet.
- Iden Kanohi – a Lélek Maszkja: Viselőjének szelleme képes elhagyni a testét, és nagy sebességgel utazni, akár szilárd képződményeken át. Ám ha a lélek nélküli testnek baja esik, akkor a lélek is hasonlóképp károsodást szenved. Matoro Inika viselte. Az ő maszkjából lett később a Tryna Kanohi.
- Sanok Kanohi – a Pontosság Maszkja: A viselője mindig célba talál, bármerre hajít, lő vagy rúg egy tárgyat. Hewkii Inika viselte. Ebből a maszkból lett aztán a Garai Kanohija.
- Kadin Kanohi – a Repülés Maszkja: A viselője képes repülni. Nuparu Inika hordta, mielőtt az Élet Maszkja hatására átváltozott. Ebből a maszkból lett a Volitak Kanohi. Jovan Toa, a Mágnesesség Toája is ilyen maszkot hordott, ám az övé nem organikus volt. Amikor Jovan Turagává változott, a maszkja is átváltozott Nemes Maszkká.

Nemes Kanohi Maszkok
A fent említett maszkok Nemes változatai általában gyengébbek, erejük korlátozottabb. Rendszerint Turagák viselik, akik Nagy Maszkjai Toából Turagává válásukkor alakultak át Nemes Maszkokká.
Egy maszk van, aminek ez idáig csak a Nemes változatát láttuk: ez a Kiril Kanohi, a Megújulás Maszkja. Képes vele a viselő regenerálni, megújítani dolgokat. Viselője Dume Turaga.
A matoránok Nagy és Nemes Kanohi alakú maszkokat viselnek, lényegében bármilyen színben és képesség nélkül – kivétel volt Jaller, aki az elhunyt Lhikan Turaga Hau Kanohiját kapta, miután az ő eredeti maszkja eltört.
„Kiemelt maszkok”
Ezek azok a Kanohik, amelyekről sokkal többet tudunk, mint egyéb maszkokról. Néha egy vagy akár több év története is köréjük épül. Nem feltétlenül tartoznak mind egy csoportba – az Avohkii és a Kraahkan például Nagy Elemi Maszkok, a Vahi vagy az Ignika „Legendás Maszk”.
Vahi Kanohi
Az Idő Legendás Maszkja. Vakama készítette még, amikor Toa volt, a hat Toa Kanoka korongból. Ezt a maszkot csak Vakama és Tahu Nuva használta. A használata nagyon veszélyes, mert ha nem bírja kontrollálni az energiát, akár az idő is összeomolhat, megsemmisítve mindent.
Ez a maszk kétféle színben jelent meg eddig műanyagban: 2003-ban narancssárgán, majd 2004-ben sötét arany színben. A történet szerint azért változott aranyból sárgává, mert nagyon sok időt töltött el az Ezüst Tenger mélyén. Külön készletben azonban nem lehetett egyik változatához sem hozzájutni, csak promóció vagy exkluzív készlet részeként, amelyek közül egyik sem jutott el Magyarországba. Ez volt az első maszk, amelyet a Bionicle tervezők megalkottak még 2001-ben.
Avokhii Kanohi
A Fény Nagy Maszkja. Az információk róla még a Rahagáktól vannak, akik a Makuta Testvériségétől lopták el. A testvériség Artakháról szerezte meg a maszkot, természetesen azokat a tagokat, akik részt vettek a maszk ellopásában, megölték. Miután a Rahagák Metru Nuin rejtették el a Fény Maszkját, a hat Toa Hordika feladata volt, hogy megtalálják és elrejtsék. A maszkot egy totembe helyezték, mely ezer évig rejtőzött Ta-Wahi egyik rejtett kráterében, később Takua talált rá. Végül Takua lett a Fény Toája. A Fény Maszkja elengedhetetlen kellék ahhoz, hogy felélesszék Mata Nuit.
Mindezidáig négy színben jelent meg a maszk: egyszer sötét aranyban és átlátszó, csillámló műanyagban (a maszk használatát jelképezően) a Takanuva & Ussanui készlet részeként, 2003-ban. Ugyanazon évben a Makuta készlet karmos kezeit szürkés színben öntött Avohkii maszkok alkották. Egy verseny megnyehető díjaként pedig tömör platina Fény Maszkot is lehetett nyerni. 2008 nyarán Takanuva újból megjelent egy nagy készletként, ahol a Fény Maszkjának újabb változatát viseli, ezúttal fekete színben. Takanuva fehér és arany színezete ugyanis fekete-fehérré változott, amikor Fény Toájából a Fény és Árnyék Toája lett. 2010-ben ismét megjelent az eredeti forma, ezúttal ezüst színben.
Mielőtt az Avohkii név mellett döntöttek volna, a „Korusca” nevet is felvetették a maszknak.
Kraahkan Kanohi
Az Árnyak Nagy Maszkja. Metru Nui Makutája viselte, mielőtt a testét védő páncélzatot összezúzták. Később egy Skakdi csoportosulás, a Pirakák bukkantak rá, miközben Makuta rejtekét rámolták ki. Reidak volt az, aki leemelte Makuta páncéljának fej részéről. Ám a maszk energiahullámokat csapott Reidak testébe, így ő a tengerbe hajította azt. Onnan az Icarax nevű Makuta halászta elő, és azután az ő arcát ékesítette. Icarax halálakor a maszk is megsemmisült. Mikor Teridax átvette az univerzum fölött a hatalmat, ezt úgy jelezte legfőbb ellenségeinek, a Nuva Toának, hogy a Metru Nui égboltján lévő csillagokat az Árnyak Maszkja alakjába rendezte. Bárkit félelemmel töltött el ez a maszk, és barátokat fordított egymás ellen.
Ez a maszk eddig három formában jelent meg készletekben. Az első a normális változat, amelyet a 2003-as Makuta készlethez adtak matt fekete színben. A maszkon két „arc” díszlett, amelyeket a fej forgatásával lehetett szemléltetni. Szintén 2003-ban jelent meg a Takutanuva exkluzív készlet is (idehaza azonban csak egy évvel később), amely Metru Nui Makutája és Takanuva egyesült formáját mutatta be. A már említett maszkon kívül egy másik Kraahkan formát is mellékeltek hozzá, amely az akkor kiadott Bionicle filmben látott Árnyak Maszkját próbálta az eredetinél hűbben utánozni. 2004-ben az „Ultimate Dume” névre hallgató exkluzív készlet (itthon nem jelent meg) részeként bukkant föl újra, ezúttal egy merőben új alakban, melyet rendhagyó módon, sisakként kellett a fejre húzni. 2005-ben sötét arany színben pompázott a Toa Torony (Toa Tower) egyik óriás Kahgarak pókjának a fejtor részén, az eredeti, 2003-ban látott alakjában. 2008-ban pedig az Icarax néven kiadott készletben jelent meg, szintén az eredeti formában. Itt azonban fényesebb, sötétebb fekete színt kapott. Említésre méltó, hogy a 2003-as és 2005/8-as változatok közt van egy parányi különbség: a maszk „áll” részén eredetileg hat lyuk volt (három-három két oldalt), később már csak négy lyuk (kettő-kettő) nyílt ugyanott.
Ignika Kanohi
Az Élet Legendás Maszkja. Mata Nui életének megmentéséhez szükséges, és ha nem használják időben, az univerzum meghal a Nagy Szellemmel együtt. Ez a maszk Voya Nui szigetén volt elrejtve. A Pirakák, miután átvizsgálták Metru Nui Makutájának rejtekét, elindultak, hogy megszerezzék a maszkot. Makuta tudtukon kívül helyezte elméjükbe ezt a feladatot. Azonban az új Toáknak, az Inika Toáknak is a maszk megszerzése volt a feladatuk, így szörnyű harc tört ki köztük és a Pirakák közt. Az Ignika maszk közben az egyik ex-Piraka, Vezon fejével volt összenőve. Végül sok veszéllyel dacolva, és számos akadályt legyőzve, a Toák sikeresen megszerezték a maszkot, és legyőzték a Pirakákat és Vezont. Ám a maszk mégis kiesett kezeikből, és különleges erőit fitogtatva a Voya Nuit körülvevő tengerbe repült. A vízbe süllyedve először egy odalent, a Verem környékén lévő Mahri Nui elsüllyedt városban élő matorán kezébe került.
Ő később rájött, hogy a maszk furcsa erőkkel bír, egy átokkal, amely megnehezítette az életét, ezért megpróbálta megsemmisíteni a már eleve repedező, töredező maszkot. A maszkra azonban a Barrakiknak, hat ősi mutáns hadvezérnek is szüksége volt, hogy erejét felhasználva kijussanak a Veremből, s végül sikerült megkaparintaniuk a matorántól. Abban a pillanatban, amikor ráhelyezték kezüket, a maszk egy óriási energiarobbanást bocsátott ki magából. A tengerbe utazó Inika Toákat vízlélegző Mahri Toákká változtatta, a matoránból pedig Hydraxont hozta létre, a Verem régen halott börtönőrének pontos mását. Sok nehézség és még több küszködés után a Mahri Toák végül megszerezték az Ignika maszkot. Egyik csapattagjuk, Matoro, rájött arra, hogy ő a maszk elrendelt viselője. Miután a hat Mahri Toa közös erővel elpusztította a Voya Nuit Mahri Nuival összekötő, víz alatti hosszú kővezetéket, s így Voya Nui szigete elkezdett eredeti helye felé süllyedni, Matoro elindult utána a maszkkal, hogy beteljesítse sorsát. Mata Nui, a Nagy Szellem ekkorra meghalt, és ha nem keltik újból életre, az egész univerzum darabjaira hullik. Lefelé zuhanva egy óriási vízesésen át az Univerzum Mag felé, Matoro feltette arcára a maszkot, s utolsó gondolatával öt Mahri Toa társát elteleportálta a Veremből, vissza otthonukba, Metru Nuiba. Ezt követően Matoro energiává alakult a Nagy Szellem számára, és elpusztult. Mata Nui viszont feléledt.
Az Élet Maszkjának van egy sötétebb feladata is. A Nagy Lények úgy készítették el, hogy szükség esetén önmaga aktiválódjon. Ha az univerzumban háború tombol, vagy járványok, tehát az események nem úgy alakulnak, ahogy azt a Nagy Lények kívánják, akkor a maszk először arany színűből ezüstté változik. Ez történik akkor is, amikor Mata Nui meghal, mielőtt felélesztenék. Ha a helyzet tovább romlik, és eljön a végső jel, a maszk fekete lesz, és az univerzum minden élőlényének erejét elszívja, s így az univerzum működését végleg leállítja. A Nagy Lények ebben az esetben visszaszereznék a maszkot, hogy máshol használhassák.
Az Ignika Kanohi abban különbözik az összes többi maszktól, hogy vannak érzései, és képes gondolkodni. Érzelmei ingatagok, és akár a jótevőkre is képes rátámadni, ha úgy hiszi, hogy azok bántani akarják. De maga is hős akar lenni, és Matoro hatására kíváncsi lett arra, milyen érzés, ha tisztelik, és barátai vannak.
A maszk Matoro áldozata után Karda Nui mocsarába került, ahol az organikus molekulákból egy Toa alakú testet, valamint egy repülni képes légdeszkát alakított ki magának. Ezt követően csatlakozott a Karda Nuiban Makuták és árny matoránok ellen harcoló Nuva Toa csapathoz. Egyik ütközete során kifejtette erejét az egyik Makutára, Icaraxra, s energialényből ismét teljesen biomechanikus teremtménnyé változtatta vissza.
Gali Nuva a Codrex nevet viselő épületben rávette Ignikát, hogy segítsen nekik Mata Nui felébresztésében. Mivel a Nuva Toáknak órákig tartott volna elegendő energiát áramoltatni Mata Nuiba, és ekkorra a maszk visszaszámlálása befejeződött volna, Ignikának kellett áldozatot hoznia – megszabadult a testéből, és óriási mennyiségű életenergiát juttatott Mata Nui szívébe.
Ám Mata Nui testében már nem a saját lelke lapult, hanem a gonosz Teridaxé. Az energiát még mindig áramoltató maszkba juttatta Mata Nui elméjét, majd amikor Mata Nui teste, Teridax elméjét hordozva, felébredt, a maszkot a mellkasán át a világűrbe lőtte.
Mata Nui szelleme elnyomta Ignika személyiségét, és egy számára megjósolhatatlan pályán száguldott az űr végtelenjében. Végül a maszk Bara Magna idegen bolygóján kötött ki, ahol homokból új testet alkotott a belé szorult léleknek. Így Mata Nui ismét képes volt tevékenykedni. Jelenleg arra törekszik, hogy visszaszerezze elvesztett testét és birodalmát.
Az Ignika Kanohinak számos alakja létezik, mind műanyagban, mind a médiában. A korai 2006-os képregényekben homályos, világító alakként ábrázolták, alig kivehető vonásokkal. A Bionicle Heroes és Voya Nui Online Game játékokban egy népszerűbb alakban tűnt fel, hosszú szarvszerű nyúlványok meredeztek ki a két oldalából. És aki végigjátszotta a VNOG-et, az a maszk egy újabb alakját kapta jutalmul. 2007-ben egy teljesen új formája szerepelt mind a Bionicle animációkban, reklámokban, mind a képregényekben, habár ez utóbbiban az alakját drasztikusan leegyszerűsítették a rajzolási stílus miatt. Érdekes, hogy ebben a formájában a maszk arcának vonásai, a száj és a szemek mintha egy emberformát jelképeznének. Leonardo da Vinci egyik alkotása, a Vitruvius-tanulmány szolgált alapjául a mintának, amely igazából Mata Nui testének körvonalát rejti.
A maszk három öntőformát kapott. Az első, 2006-os készletbeli alakja a Vezon & Fenrakk, majd a Vezon & Kardas játékokban tűnt fel, ezüst színben. Ezekben azonban egybe volt öntve Vezon figurájának fejével, de ettől még hagyományos maszkként is használható volt. 2007-ben a Maxilos & Spinax készletben, Maxilos vállpáncélzatát két sötétezüst színű Ignika Kanohi alkatrész alkotta. Végül 2008-ban ismét világos ezüst színben került forgalomba a Toa Ignika készletben, amelyben a 2007-es animációkból elhíresült alakját szemlélteti. Ugyanebben az alakban 2009-ben, ezúttal arany színben volt elérhető Toa Mata Nui titán méretű készletében, s egy lekicsinített, alakra hasonló változatot lehetett beszerezni a normál méretű Toa Mata Nui figura megvételekor.

## A glatorianok történelme
Eredetileg a Glatorianok katonák, akik Spherus Magnán harcoltak az Energizált Protodermisz irányítása fölött, több mint 100.000 éve. Végül Bara Magnán maradtak mert egy kataklizma miatt több részre szakadt a bolygó. Azóta dramatikusan megváltozott a helyzet, mert most a Glatorianok arénákban harcolnak egymás ellen. Ez az új társadalmi rendszer, hogy elkerüljenek egy világméretű háborút. Az új rendszer megváltoztatta a kötelességüket, most különböző törzsek bérlik fel őket, hogy feladatokat végezzenek el, de legfőképpen azért , hogy egymás ellen harcoljanak és ezzel simítsák el a vitákat, amik földterületekért és különböző nyersanyagokért szoktak folyni. A Glatorianokat a faluk illetve kereskedelmi karavánok megvédésére is felbérlik és ezért cserébe megfelelő fizetséget kapnak.
A Skrall Glatorianoként csatlakozott a rendszerhez Tuma vezetése alatt mielőtt megtalálták Roxtus-t. A Skrall gyorsan hírnevet szerzett azzal hogy ők nagyon jó harcosok és legföképpen azzal, hogy eddig nem tudták őket legyőzni aréna harcokban.
A Glatorianok egész Bara Magnán harcolnak egymás ellen. Egy csatában akkor nyernek ha az ellenfelük képtelen tovább folytatni a harcot. Különböző szabályok vannak az arénákban, amiknek a megszegése különböző büntetésekkel jár és a legsúlyosabb büntetés a száműzetés.
Nincsenek megkötések hogy melyik faluért melyik Glatorian harcolhat. A küzdelem alatt a Glatorianok harcolhatnak egymagukban vagy Agori társukkal együtt vagy akár különböző jármüveket is használhatnak.
Minden évben Ateroban a Magna Arénában versenyt rendeznek ahol a nyertes az év Glatorian bajoka lesz és olyan jogot kap hogy a több erőforrást, föld területet és több fizetsséget követelhet magának a harcaiért.
Bár a Glatorian világ veszélyes, mégis van néhány szabály, amelyet be kell tartani az arénában. Vesztes ellenfél megütése, vagy a vesztesnek a vesztés után az ellenfél megtámadása komoly kihágásnak minősül. Annak az ellenfélnek a megöléséért, aki már megadta magát, száműzetés jár. Pénz elfogadása egy másik falutól egy küzdelem elvesztéséért, szintén a pusztába való száműzéssel jár.

## Szavak, kifejezések jelentése
A Bionicle világában számos különböző nyelv létezik. A leghasználtabb az agori nyelv, melyet az Agori fajról neveztek el.
A Matorán Univerzumban élők programozási nyelveken kommunikálnak, mivel lényegében gépezetek. Ezt a nyelvet az agoriul beszélő Nagy Lények programozták beléjük. Ezen nyelvek legelterjedtebb és leggyakrabban használt fajtája a matorán, mivel a legelterjedtebb intelligens faj, a matorán is ezen beszél. Az egyes fajok a Matorán Univerzumon belül más nyelveket is használhatnak, de a földek közti kereskedelemhez vagy hódításokhoz, háborúkhoz szükséges lehet a matorán nyelv ismerete. A könyvekben olvasható és filmekben, játékokban hallható beszédek mind ebből lettek lefordítva. Ám emellett más nyelveket is használnak a szereplők, titkos üzenetek átadására, állatokkal való kommunikációra, vagy egyszerű káromkodásra. Nuju Turaga például a Rahi madarak nyelvét beszéli, mivel úgy gondolja, hogy az, akinek nincs türelme végighallgatni a tolmács fordítását, az nem érdemli ki az ő figyelmét. Ez a nyelvezet különböző füttyszavakból és torokhangokból áll. Pár nagyobb jelentőségű alkalomkor normális matorán nyelven is beszélt már. Mivel eddigi tolmácsa, Matoro elhunyt, új matoránt kell megtanítania nyelvezetére, amelyet ő amúgy a Kualus nevű Rahagától (aki ma már ismét Toa) sajátított el úgy ezer évvel ezelőtt.
Ismert nyelvek még a Skrall és a Csontvadászok által időnként használt nyelvrendszer. Ugyan képesek agoriul is beszélni, egymás közt törzsi vagy állathangoknak hangzó horkantásokkal is kommunikálnak. A visszafejlődött Vorox és Zesk törzs pedig az agori egy primitív, megtört változatát beszéli.
Az alábbiakban azon szavak következnek, amelyekről tudni lehet, mit jelentenek. Több szó magyar jelentése viszont puszta spekuláció, vagy rajongói fordítás. Néha hivatalosan is elismerték egyes szavak fordítását, néha visszautasították ugyanazokét.
- Aqua – víz, latin mintára Agori nyelven
- Av – fény előtag
- Barraki – hadúr
- Baterra – "csöndes halál", ezt az elnevezést adta Bara Magna bolygójának Skrall népe az őket elkergető alakváltó lényeknek[58]
- Biorengés – földrengés
- Bara – kopárság, pusztaság
- Bota – a botanika után, növényvilág
- Ce – pszionika előtag[59]
- Cendox – Agori nyelven kígyótámadás, egyben egy sivatagi robogó elnevezése[60]
- Cordak – körülbelül pusztítás, letarolás
- De – hang előtag
- Dormus – békés, agoriul
- Fe – vas előtag
- Ga – víz előtag
- Hagah – védelmező
- Hordika – félállat, alacsonyabb fejlettségű
- Inika – csillag energiája
- Jaga – skorpió
- Ka – szellem, egyben ez az egyik Gukko madár neve
- Kane-Ra – bika
- Kanohi – maszk
- Kanoka – korong
- Karda – szív, mag, központ
- Kini – templom
- Ko – jég előtag
- Kopen – darázs
- Koro – falu
- Le – levegő előtag
- Magna – nagy, agoriul
- Mahri – tenger (különböző források megkérdőjelezik hivatalosságát)
- Makoki – kulcs. A Makoki kövek nem összetévesztendők a kulcskövekkel
- Manas – szörnyeteg
- Mangai – védelmező, ez volt Lhikan Toa csapatának neve, s egyben a Mata Nui egykori szigete fölé tornyosuló, mára megsemmisült vulkánt is így nevezték
- Mangaia – a Mangai szó egy korábbi változata, egyben Teridax Makuta egyik régi, használaton kívüli rejtekének neve Metru Nui közelében. Még akkor nevezhették el így, amikor a Makuták a jó célt szolgálták
- Maredar – Megváltás
- Mata – szellem, lélek
- Metru – város, városrész
- Mistika – a köd szellemei
- Nui – nagy
- Onu – föld előtag
- Phantoka – a levegő szellemei
- Piraka – tolvaj, gyilkos (káromkodás szintű szó)
- Po – kő előtag
- Pohatu – a Kő Nuva Toájáról elnevezett hadi manőver, melynek lényege mindent elpusztítani, és remélni, hogy mi túléljük
- Rahi – vadvilág, pontosabban „nálunk különb”
- Spiriah – kudarc; egy az egyben ez annak a renegát Makutának a neve, aki egy kudarcot vallott kísérlet miatt volt kénytelen kilépni a Makuta Testvériségéből
- Suva – szentély
- Ta – tűz előtag
- Takea – cápák királya, egy cápafaj neve
- Toa – hős, harcos
- Tobduk – túlélő. Mata Nui Rendjének kivégzéseket intéző tagja is ezt a nevet hordja, mivel az ő szigetén tesztelték először a Visorak pókok pusztító képességeit, és a kevés túlélő közé tartozott
- Turaga – bölcs, rangidős
- Umbra – árnyék legsötétebb része, valós latin szóból származóan
- Vahki – törvény, innen ered a Vahki rendfenntartó robotkatonák neve
- Valmai – körülbelül átkozott hely
- Vezon – hasonmás, másolat, dupla. Egyben ez a neve az egyik karakternek is. Vezon valójában a Vezok nevű Skakdi része, és a Fúziós Lándzsával történt baleset következtében „vált ki” belőle
- Visorak – ezek vad, seregbe szokott póklények. Nevük matorán nyelven „mérgező korbács”-ot jelent, sajátjukon „életlopó”-t
- Voya – út, hajóút (különböző források megkérdőjelezik hivatalosságát)
- Wahi – terület
- Az egyes Kanohi maszkok nevei a maszkok erejének fordításai, így például az Avohkii fényt jelent, a Garai gravitációt, a Hau védelmet, stb.

E szavakat természetesen lehet kombinálni, így jönnek létre az olyan szóösszetételek, mint a „Mata Nui” (Nagy Szellem).
Egyéb összetett szavak, vagy szólások:
- Rahaga – Rahkshi és Hagah szavak keveréke. Roodaka fejéből pattant ki ez a gúnynév, amikor a Hagah Toákat Rahkshi-szerű vonásokkal látta el mutáló Rhotuka pörgőjének erejével.
- Dermisz-páncél idő – rossz időjárási viszonyok. A dermisz teknősök időjárás-változásokkor való viselkedésével függ össze.
- Ostoba, mint egy homokpirók – buta, alacsony szellemi képességű. A szólás onnan ered, hogy a megfigyelések szerint a homokpirók nevű rovarokat annyira elbódítja a folyékony protodermisz látványa, hogy egyenesen belemennek és megfulladnak.
- felszíniek – nem onu-koroiak, bár mivel már Onu-Koro falva megsemmisült, és a lakosai Onu-Metruban élnek tovább, módosulhat a pontos jelentése
- tűzköpő – le-matorán szó, mellyel a ta-matoránokat illetik meg
- testvér – társ, bajtárs, nem rokoni kapcsolat
- kecskekutya – gúnynév a Pahrak Vákra
- barlangi róka – Nuhvok Va gúnyneve
- csoszogó – a Vorzakh típusú Vahki hatalma alatt álló matorán
- Kohlii-fej – sértő szó olyan személyre, aki valami kimondottan buta vagy veszélyes tettet vitt véghez
- Akilini-fej – ugyanaz, mint Kohlii-fej
- Nuparu dőresége – a Kralhi korai rendfenntartó gépezet gúnyneve, Nuparu a feltalálója volt
- Legendák Városa – Metru Nui városának beceneve, mellyel az Árnyékos illette meg
- Tarakava csali – valaki, anikek befellegzett
- „Menj Karzahniba!” – ez a „Menj a pokolba!” megfelelője. Vitákkor gyakran elhangzik.[61]
- A le-matoránok között elterjedt a „csőbeszéd” vagy „fabeszéd” nyelvezet. Ennek részeként két vagy több, egymással valamilyen kapcsolatban álló szót kapcsolnak össze beszéd közben (siet-fut, sebes-gyors, lent-guggol, ilyenek). Ez a fajta szleng nem terjedt el minden levegő matorán közt, de csakis rájuk jellemző a használata. Metru Nuiból indult ki, és azért hívják csőbeszédnek, mert az ottani transzportcső-rendszer fő gócpontja Le-Metruban, a le-matoránok otthonában volt. A fabeszéd elnevezés Mata Nuiról ered, ahol a le-matoránok fákon éltek. Távolabbi földekre kereskedők juttatták el.
- Fohrok – Nem hivatalos kifejezés, de rajongói oldalakon, fórumokon feltűnhet. Azokra a Bohrok-szerű gépekre utal, melyeket a Makuta Testvérisége hozott létre harci célokból. Innen az „F” kezdőbetű: „fake Bohrok”, avagy „faux Bohrok”.
- Kratana/Kraatana – Szintén pusztán rajongói szó, azokra a kis lényekre utal, amelyek egy kraata féreg és egy krana keresztezésének tűnnek, és az arcra helyezve látomásokat mutatnak a viselőnek.
- „Zya!” – „Támadás!”, bár eddig csak állatuszításként használták az írott történetekben. A „Manas zya!” felkiáltás azt jelenti, „Támadd a szörnyet!”, a másolat Hydraxon ezzel uszította az energiavérebet, Spinaxot.
- „Mint vad Rahi egy Tudástoronyban.” – Mint elefánt a porcelánboltban.
- „Két Gukkót egy csapásra.” – Két legyet egy csapásra.
- „Öreg harci Rahi.” – veterán
- „Tartsd a Rahit!” – „Lassabban!”, „Türelem!”
- „Nincs ki a négy fogaskereke”
- Makutaverzum – a Matorán Univerzum, miután Teridax Makuta meghódította és átnevezte

BIONICLE Generation 2 – Az új széria
2015-ben a LEGO újra kiadta BIONICLE-t, a Hero Factory helyett.
Bevezető
Egy rejtelmes szigeten hat elemi hős egyesíti erőit a szigetlakókkal, hogy visszaverjék a feltörekvő gonosz támadását. Ha győzni akarnak, meg kell szerezniük hat ősi, arany maszkot, amelyek révén kiteljesíthetik küzdőképességüket.